# Веймарская республика
Ве́ймарская республика (нем. Weimarer Republik, Weimarer Republikо файле, также Германская республика, нем. Deutsche Republik) — условное название периода в истории Германии с 1918 по 1933 год, когда в стране впервые возникла парламентская демократия. Эта эпоха пришла на смену конституционной монархии кайзеровских времён и началась с провозглашения республики 9 ноября 1918 года. Де-факто она завершилась приходом к власти НСДАП после назначения Адольфа Гитлера рейхсканцлером 30 января 1933 года. Демократические структуры были постепенно заменены указами рейхспрезидента «О защите немецкого народа» от 4 февраля и «О защите народа и государства» от 28 февраля и окончательно демонтированы со вступлением в силу Закона о чрезвычайных полномочиях 24 марта 1933 года.
Веймарская республика возникла в результате Ноябрьской революции. Это обозначение первой немецкой республики, реализованной на национальном уровне, восходит к месту первого заседания Учредительного национального собрания — городу Веймару. Однако прежнее название государства — Deutsches Reich — было сохранено.
После того как Совет народных уполномоченных первоначально осуществлял государственную власть, 19 января 1919 года по решению имперского съезда советов рабочих и солдатских депутатов состоялись выборы в Германское национальное собрание. 11 февраля Национальное собрание избрало Фридриха Эберта рейхспрезидентом, который 13 февраля назначил кабинет Шейдемана. Веймарская конституция вступила в силу 14 августа 1919 года. Германский рейх был объявлен республикой. Главой государства стал рейхспрезидент, избираемый прямым голосованием на семь лет и имевший как представитель исполнительной власти обширные полномочия. Правительство возглавлял рейхсканцлер, который назначался и увольнялся рейхспрезидентом и был ответственен перед рейхстагом. Как представитель народа с законодательными, бюджетными и контрольными правами, рейхстаг избирался на четырёхлетний срок на основе пропорционального представительства. Земли представлены рейхсратом. Парламенты на уровне земель назывались ландтагами, и первый из них был сформирован в январе 1919 года в Свободном государстве Мекленбург-Штрелиц.
История Веймарской республики делится на три периода. В кризисный период с 1919 по 1923 год республике пришлось бороться с непосредственными последствиями Первой мировой войны, гиперинфляцией и многочисленными попытками государственных переворотов и политических убийств. C 1924 по 1929 год она пережила период относительной стабильности, экономического подъёма, признания и одобрения на международной арене. Мировой экономический кризис с конца 1929 года, президентские кабинеты после распада большой коалиции 27 марта 1930 года и приход к власти национал-социалистов в конечном итоге привели её к падению.

## Название
В 1919 году две социал-демократические партии хотели пролоббировать название «Германская республика» в Национальном собрании, чтобы подчеркнуть новое начало государства. Слова «рейх» старались избежать из-за имперских притязаний, которые оно подразумевало. Либеральные партии, а также специалист по конституционному праву Хуго Пройс, наоборот, хотели сохранить название «Германский рейх». С ними согласились центристы и националисты. Однако позже часть правых пришли к выводу, что республика не заслуживает старого названия. Таким образом, первая статья конституции — «Германский рейх является республикой» — была компромиссом.
Связь с названием города Веймара первоначально использовалась только в отношении конституции. Лишь в 1929 году, в десятую годовщину со дня её принятия, консерваторы, национал-социалисты и коммунисты заговорили о Веймарской республике.
В ранних исторических обзорах республики этот термин также редко использовался. Работа Артура Розенберга 1935 года называлась «История Германской республики». В более поздних изданиях этой и других книг в названии или подзаголовке стали использовать определение «Веймарская республика». Лишь после Второй мировой войны оно стало общепринятым в журналистике и исторических исследованиях. Первая работа под названием «Веймарская республика» была опубликована в 1946 году. После образования ФРГ её часто называли Боннской республикой, а иногда и «Второй республикой», в отличие от «Первой (то есть Веймарской) республики», по аналогии с местом, где была принята конституция. Сегодня термины «Веймарская республика», «Боннская республика» и «Берлинская республика» используются для разграничения трёх демократических исторических эпох Германии.

## История

### Основы
Германская республика унаследовала от имперской эпохи несколько структурных проблем, таких как экономический и социальный порядок, а также конфессиональная школьная политика. Кроме того, были явления, которые напрямую повлияли на крах Веймарской демократии.
Первая мировая война оставила тяжёлое экономическое и социальное бремя. Фактическая экспроприация сбережений граждан из-за гиперинфляции марки и репараций, наложенных на Германию Версальским договором, использовались противниками республики для агитации против «политики исполнения».
Поскольку демократические политики в кайзеровский период были отстранены от управления государственными делами, они опирались на существующий персонал в армии, администрации и судебной системе, который в значительной степени отвергал республиканскую форму правления и демократию. За исключением Пруссии, коренной демократизации государственной службы не произошло. Следствием этого были зачастую политически мотивированные решения судебной власти: преступникам правого толка часто выносились гораздо более мягкие приговоры, чем преступникам левого толка.
Значительная часть населения также отвергла буржуазную демократию и республику: консерваторы и правые экстремисты распространяли легенду об ударе в спину, согласно которой не империя, а демократы, «ноябрьские предатели» несут ответственность за поражение в войне и Версальский мирный договор, который был воспринят как унизительный. На левом фланге боевые действия во время Ноябрьской революции привели к непримиримому отношению коммунистов к социал-демократам, что помешало им предпринимать совместные действия против врагов республики.
Веймарская конституция считалась тогда одной из самых прогрессивных. После мартовской революции 1848 года это была вторая — и первая успешная — попытка установить либеральную демократию в Германии. Широко распространённый среди современников тезис о том, что Веймарское государство было «демократией без демократов» и «республикой без республиканцев», верен лишь отчасти, однако он указывает на существенную проблему: отсутствие устойчивого конституционного консенсуса, охватывающего все части политического спектра справа и слева. После смерти первого рейхспрезидента, члена СДПГ Фридриха Эберта, в 1925 году на президентских выборах победил консервативный монархист Пауль фон Гинденбург, начальник немецкого Генштаба в Первую мировую войну, который резко критиковал республиканскую форму правления.
Большинство политических партий в период Веймарской республики унаследовали идеологическую ориентацию от непосредственных предшественников в кайзеровский период и в значительной степени представляли интересы своих избирателей. Разделение на группы по интересам и социальную принадлежность, например, рабочее движение или католиков, подвергалось критике как партикуляризм. В рейхстаге иногда было представлено до 17 и редко менее 11 различных партий. За 14 лет кабинет министров сменился 20 раз.
Относительная стабилизация Веймарской республики после гиперинфляции закончилась экономическими и социальными потрясениями, последовавшими за Чёрным четвергом на Нью-Йоркской фондовой бирже в 1929 году. Вывод краткосрочных кредитов американских инвесторов, которые привели к промежуточному подъёму, в значительной степени способствовал экономической депрессии: сбои в реализации товаров, сокращение производства, массовые увольнения и безработица, а также сокращение покупательной способности повлекли за собой такой резкий спад, с которым не могли справиться существующие системы социального обеспечения.
Поскольку с марта 1930 года правительства, поддерживаемого большинством в рейхстаге, больше не существовало, рейхспрезидент Гинденбург и назначенные им рейхсканцлеры управляли страной преимущественно с помощью чрезвычайных декретов. Выборы в рейхстаг 1930 года ознаменовали подъём праворадикальной НСДАП, которая стала значительной силой в партийном спектре Веймарской республики. С лета 1932 года антиреспубликанские и антидемократические партии, помимо НСДАП, правоконсервативная Немецкая национальная народная партия (НННП) и леворадикальная Коммунистическая партия Германии (КПГ) составляли отрицательное большинство в рейхстаге, позволявшее выдвигать вотум недоверия любому правительству. В начале 1933 года вместе с НННП и другими правоконсервативными партиями вокруг Адольфа Гитлера как лидера НСДАП сформировалась новая группа сил, стремившихся к власти. Назначенный канцлером Гитлер всего за несколько месяцев сумел установить диктатуру.

### Ноябрьская революция
Веймарская республика явилась одним из итогов Ноябрьской революции, охватившей Германию в конце Первой мировой войны. Республиканская форма государственного устройства дала импульс внутриполитической жизни Германии после политического и военного поражения кайзеровской Германии. Объявленный в начале войны «гражданский мир», к которому присоединились находившиеся в оппозиции ещё со времён «Исключительного закона» социал-демократы, подвергался всё большей критике с появлением Независимой социал-демократической партии Германии. С исчезающей уверенностью в победе и появлением перебоев в снабжении продовольствием монархия теряла поддержку общества, а военные порядки кайзеровской империи — свой престиж.
Проводя «октябрьскую реформу», последнее правительство кайзеровской Германии во главе с принцем Максимилианом Баденским предприняло попытку изменения Имперской конституции в направлении парламентаризма под давлением военных, чтобы добиться более выгодных условий мирного договора с державами-победительницами. Проведение реформ, направленных на установление парламентской демократии, были условием, которое выставили союзники и в частности президент США Вудро Вильсон для проведения мирных переговоров. В ответной ноте на немецкое заявление о прекращении огня в октябре 1918 года он отверг возможность ведения переговоров о мире, если Германию на них будет представлять прежнее руководство.

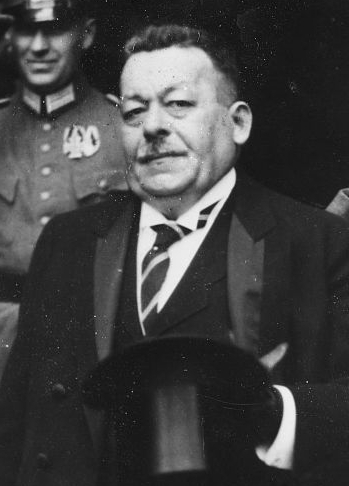
Глава Веймарской республики Фридрих Эберт

Решение руководства Императорских военно-морских сил после заявленного прекращения огня вступить в бой с британским флотом привело к восстанию матросов в Киле. 9 ноября 1918 года в 12 часов дня Максимилиан Баденский самовольно заявил об отрешении ещё сомневавшегося кайзера Вильгельма II от власти и вместе со своей отставкой передал председателю социал-демократического большинства Фридриху Эберту ключи от ведомства рейхсканцлера. 10 ноября Общее собрание берлинских рабочих и солдатских советов избрало временные органы государственной власти — Исполнительный совет рабочих и солдатских советов Большого Берлина и Совет народных уполномоченных во главе с Эбертом. Этот Совет состоял из шести членов — трёх представителей социал-демократического большинства и трех представителей Независимой социал-демократической партии Германии (которые входили в него до 29 декабря). По инициативе рабочих был также создан Исполнительный совет для контроля над правительством до первого имперского съезда советов.
«Союз Спартака», выступавший за передачу власти рабочим советам, но не получивший большинства в большинстве из них, произвёл несколько попыток мятежа (восстание спартакистов 5 января, бои в Берлине в марте 1919 года).

### Оккупация Рейнской области
В декабре 1918 года войска Антанты в соответствии с Компьенским перемирием начали оккупацию Рейнской области. Они также заняли стратегические плацдармы на восточном берегу Рейна радиусом в 18 миль каждый с центрами в городах Кёльн (Великобритания), Кобленц (США) и Майнц (Франция).
30 июня 1930 года французская армия покинула территории на левом берегу Рейна. Тем самым был положен конец «позорной» оккупации союзниками Рейнской области и Рура после Первой мировой войны.

### Германское национальное собрание
Национальное собрание было избрано 19 января 1919 года, первое заседание состоялось 6 февраля 1919 года в Национальном театре Веймара (Берлин был охвачен беспорядками). 10 февраля 1919 года оно приняло «Закон о временной государственной власти», согласно которому законодательным органами стали Комитет государств (Staatenausschuss), избираемый земельными правительствами, и Национальное собрание, избираемое народом, главой государства — рейхспрезидент, избираемый Национальным собранием, исполнительным органом — рейхсминистерство (Reichsministerium), назначаемое рейхспрезидентом и состоящее из министр-президента (Reichsministerpräsident) и рейхсминистров. 11 февраля Фридрих Эберт избран рейхспрезидентом, 13 февраля Филипп Шейдеман назначен министр-президентом и сформирован правительственный кабинет на основе коалиции Социал-демократической партии Германии, Партии Центра и Немецкой демократической партии.

### Веймарская конституция

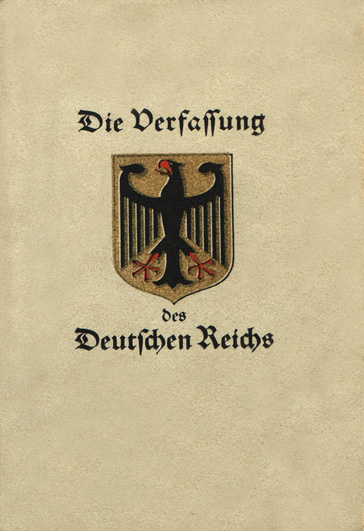
Веймарская конституция. Статья 148 обязывала выдавать экземляр Конституции всем студентам по завершении обучения.

Для составления проекта конституции был образован Конституционный комитет под председательством Конрада Хаусмана. Второе чтение проекта конституции началось 2 июля 1919 года. С принятием Веймарской конституции Германский рейх впервые получил парламентскую демократию. Законодательную власть осуществляли рейхсрат, назначавшийся правительствами земель, и рейхстаг, избираемый народом по пропорциональной системе. Правительство рейха назначалось рейхспрезидентом и несло ответственность перед рейхстагом, вотум недоверия рейхстага правительству или министру влекло отставку соответственно правительства или министра. Рейхспрезидент избирался народом на семь лет, осуществлял представительство государства как внутри, так и вовне, определял внешнюю политику и верховное главнокомандование вооружёнными силами. Изменения в конституцию принимались рейхстагом и рейхсратом большинством в 2/3 голосов или на референдуме — большинством имеющих право голоса. 31 июля 1919 года конституция в своём окончательном варианте была принята Веймарским учредительным собранием и подписана рейхспрезидентом 11 августа. Данный проект конституции был поддержан Социал-демократической партией Германии, Немецкой демократической партией, Немецкой народной партией, Баварской народной партией, Партией Центра и Ландбундом, против него проголосовали Немецкая национальная народная партия и Независимая социал-демократическая партия Германии. В память о рождении демократии в Германии этот день стал национальным праздником.
Конституция предоставила населению право на народное законодательство. При наличии подписей не менее десяти процентов лиц, имеющих право голоса, на рассмотрение рейхстага мог быть вынесен референдум. Таким образом, в Германии впервые были внедрены элементы прямой демократии.

### Версальский мирный договор
Мирный договор был подписан в Версале 28 июня 1919 года и ратифицирован рейхстагом 10 января 1920 года. По нему Германия возвращала Франции Эльзас-Лотарингию (в границах 1870 года); передавала Бельгии округа Мальмеди и Эйпен, а также так называемую нейтральную и прусскую части Морене; Польше — большую часть провинции Позен и примерно половину провинции Западная Пруссия, Чехословакии — округ Глючин провинции Силезия (практически на всех этих территориях немцы не имели большинства), Данциг и его округ объявлялись «вольным городом»; Мемельская (Клайпедская) область (Мемельланд) передавалась под управление держав-победительниц (в феврале 1923 года присоединена к Литве).
Вопрос о государственной принадлежности Шлезвига (сельская местность северной части которого была населена датчанами), южной части Восточной Пруссии (сельская местность которой была населена преимущественно мазурами), трети Западной Пруссии и Верхней Силезии (сельская местность которой была населена преимущественно поляками) предстояло решить путём плебисцита. Саар переходил на 15 лет под управление Лиги Наций, а его угольные шахты передавались в собственность Франции. По истечении 15 лет судьбу Саара предстояло решить путём плебисцита.
Присоединение Австрии к Германии запрещалось. Вся германская часть левобережья Рейна и полоса правого берега шириной в 50 км подлежали демилитаризации. Германия лишалась всех своих колоний, мандаты на управление которых позднее были переданы Великобритании и Франции. Для контроля за соблюдением договора была образована Межсоюзническая контрольная комиссия (Interalliierte Militär-Kontrollkommission), которая завершила свою деятельность в 1927 году.
Согласно договору вооружённые силы Германии ограничивались стотысячной сухопутной армией. Обязательная военная служба отменялась, основная часть сохранившегося военно-морского флота подлежала передаче победителям, были также наложены жёсткие ограничения на строительство новых боевых кораблей. Германии запрещалось иметь многие современные виды вооружения — боевую авиацию, бронетехнику (за исключением небольшого количества устаревших машин — бронированных автомобилей для нужд полиции). Германия обязывалась возмещать в форме репараций убытки, понесённые правительствами и отдельными гражданами стран Антанты в результате военных действий (определение размеров репараций возлагалось на особую Репарационную комиссию).
В ходе поимённого голосования Национальное собрание проголосовало за ратификацию подавляющим большинством голосов: в общей сложности проголосовали 325 представителей. Из них 209 «за», а 116 — «против».

### Верхнесилезский плебисцит и Третье силезское восстание
В результате плебисцитов 10 февраля и 14 марта 1920 года северная часть Шлезвига перешла к Дании, в результате плебисцита 11 июля 1920 года южная часть Восточной Пруссии осталась в составе Германии (Варминско-Мазурский плебисцит). На верхнесилезском плебисците 20 марта 1921 года 59,5 % населения высказалось за то, чтобы Верхняя Силезия осталась в составе Германии, при этом за сохранение в составе Германии проголосовало большинство во всех крупных городах края — Каттовице (крупнейший город края), Гляйвице, Бойтене, Забже и Кёнигсхютте, тогда как большинство в окружавших их сельских районах проголосовало за переход к Польше, однако в октябре 1921 года, после Третьего силезского восстания 2 мая — 21 июля 1921 года, решением Лиги Наций восточная часть Верхней Силезии (включая Каттовиц и Кёнигсхютте) перешла к Польше, где было образовано Силезское автономное воеводство, западная часть (включая Бойтен, Гляйвиц и Забже) — к Германии (Верхнесилезский плебисцит).

### Рурский конфликт, девальвация 1923—1924 годов и деноминация 1924 года

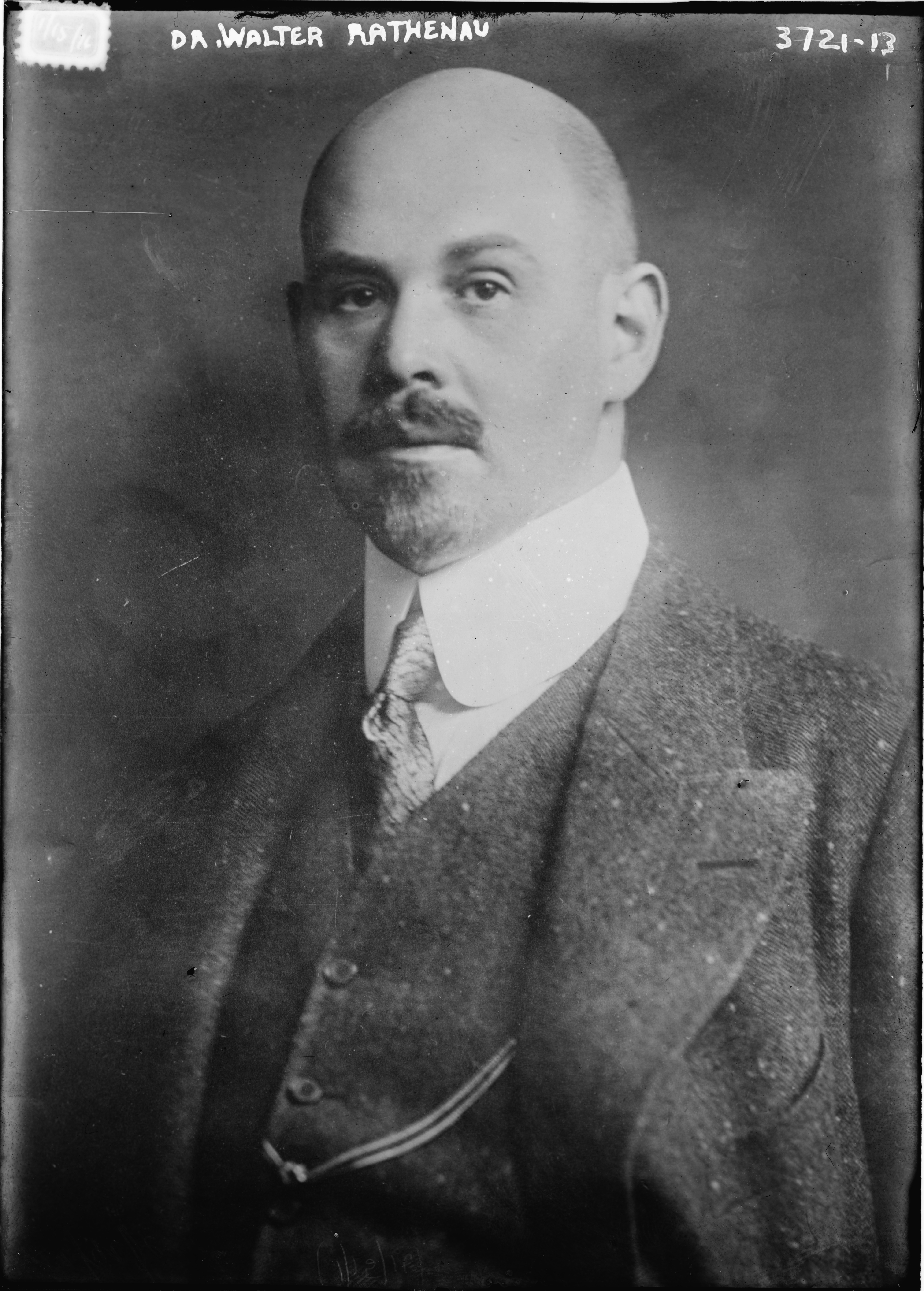
Вальтер Ратенау

В марте 1920 года в ответ на вступление немецких войск в демилитаризованную зону в связи с рурским восстанием французские войска перешли Рейн и оккупировали Франкфурт-на-Майне, Дармштадт и Ханау, а затем Дуйсбург и Хомбург. Они были выведены из этих городов лишь в мае 1920 года. В марте 1921 года в связи с нежеланием Германии платить репарации войска Антанты заняли Дуйсбург, Рурорт и Дюссельдорф и оставались там до сентября 1921 года. В связи с невыполнением Германией обязательств по выплате репараций в январе 1923 года французские и бельгийские войска вновь оккупировали Рурскую область и оставались там до 1926 года.

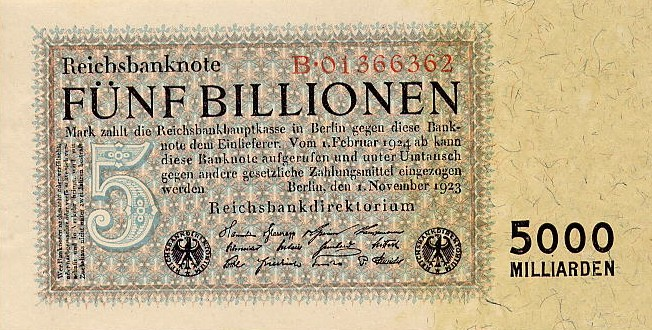
Банкнота рейхсбанка достоинством в 5 триллионов (5000 млрд марок)

В начале 1923 года задержка в выплате репараций привела к эскалации Рурского конфликта. Воспользовавшись этой ситуацией, сепаратистские движения Рейнской области и Пфальца поспешили объявить создание Рейнской республики. «Пассивное сопротивление», к которому народ призвало правительство, вело к росту затрат. Беспартийный рейхсканцлер Вильгельм Куно пытался покрыть его с помощью печатного станка. Общий экономический ущерб от оккупации Рура составил от 3,5 до 4 млрд золотых марок. Стоимость бумажной марки снижалась с каждым днём.
В декабре 1922 года килограмм хлеба стоил около 130 марок, а годом позже — свыше 300 млрд. В июле 1923 года золотая марка стоила 262 тысячи бумажных марок, а в ноябре — уже 100 млрд. Таким образом, за четыре месяца цена бумажной марки упала в 382 тысячи раз. На 3 сентября 1923 года обменный курс доллара США составлял почти 10 млн марок, а в конце месяца — уже 160 млн марок. Тем не менее восстановление 30 августа 1924 года золотого стандарта, отменённого в начале Первой мировой войны, положило конец инфляции; одновременно с ним была проведена деноминация (1 рентная марка или рейхсмарка = 1 млрд бумажных марок; 1 доллар США = 4,20 рентных марки).
Работавший в первой половине 1920-х годов в Германии американский дипломат Роберт Мёрфи в своих мемуарах писал: «Самое ужасное, что мне довелось наблюдать, пока я находился в Мюнхене, была безудержная инфляция, пожравшая сбережения нескольких поколений самых достойных и обеспеченных людей и повергнувшая миллионы граждан в состояние безысходного отчаяния. Эта инфляция, по моему мнению, больше, чем что-либо другое, способствовала приходу гитлеризма».

### Золотые двадцатые

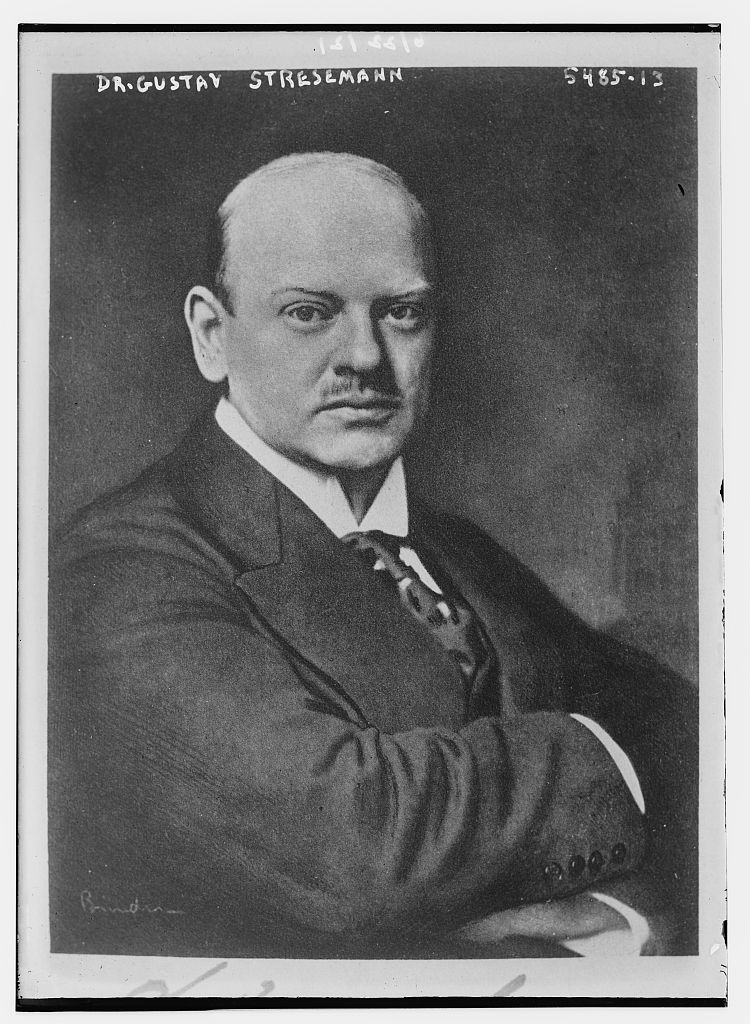
Густав Штреземан

Несмотря на всю напряжённость ситуации и обилие конфликтов, с которыми нужно было справиться молодой республике, иностранные инвестиции (в виде возвратных кредитов) стали давать свои плоды. Денежная реформа и поток кредитов из США по плану Дауэса положили начало новой фазе, характеризующейся относительной стабилизацией в экономике и политике, — так называемым «золотым двадцатым». На стабилизацию работал и тот факт, что, несмотря на многочисленные смены правительств, у руля внешней политики оставался Густав Штреземан, который вместе со своим французским коллегой Аристидом Брианом сделал первые шаги к сближению двух стран. Штреземан последовательно добивался пересмотра Версальского договора и признания Германии равноправным членом мирового сообщества. Вступление Германии в Лигу Наций и Локарнские соглашения ознаменовали первые успехи в этом направлении. Берлинским договором с СССР, подтвердившим дружеские отношения и взаимные обязательства соблюдения нейтралитета, рейхсминистр иностранных дел пытался развеять опасения по поводу одностороннего заключения союза с Западом, возникшие не только в СССР, но и в самой Германии.

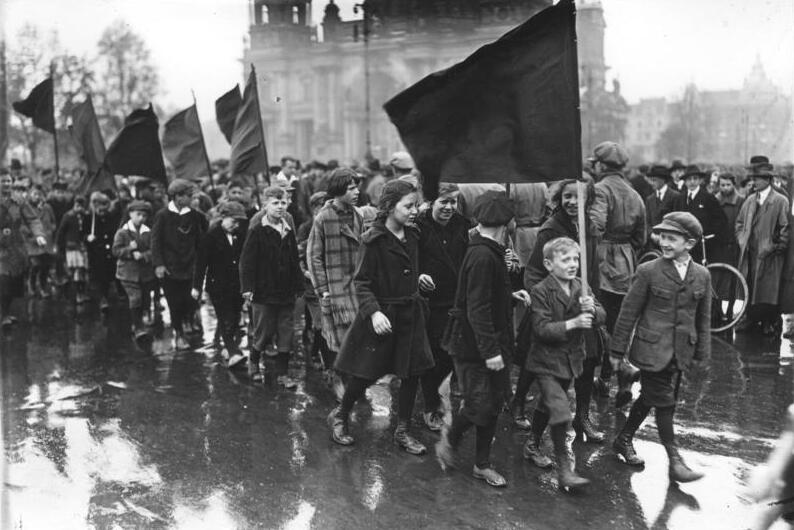
Молодёжная коммунистическая демонстрация в Берлине. 1 мая 1925

Следующими вехами на пути примирения с бывшими противниками стали подписание пакта Бриана — Келлогга, провозгласившего отказ от войны как инструмента политики, а также согласие на план Юнга, данное Германией, несмотря на серьёзное сопротивление правых, выразившееся в создании народной инициативы. План Юнга окончательно урегулировал вопросы репараций и стал предпосылкой для досрочного вывода союзнических оккупационных войск из Рейнской области.
Заключение экономических договоров с Венгрией, Румынией и Болгарией в 1927 году также укрепило положение Веймарской республики за рубежом.
Во внутренней политике в это время Веймарской республике удалось интегрировать в правительство антиреспубликанскую Немецкую национальную народную партию. На выборах в рейхстаг в декабре 1924 года «народные» партии собрали 0,9 млн голосов, что оказалось на 1 млн меньше, чем в мае. Победа на выборах рейхспрезидента 1925 года престарелого генерал-фельдмаршала Пауля фон Гинденбурга, заручившегося до выборов согласием Вильгельма II, не пошла во вред республике, хотя Гинденбург успешно использовал националистические и антисоциалистические аргументы в предвыборной борьбе против своего соперника Вильгельма Маркса, выдвинутого кандидатом в рейхспрезиденты от веймарских партий. Необходимость проведения выборов возникла после смерти первого рейхспрезидента Эберта от перитонита, вызванного разрывом аппендикса.
Избрание Гинденбурга отразило смещение политических весов вправо, что, в частности, нашло своё отражение в изданном в 1926 году Положении о флаге, которое разрешало иностранным представительствам Германии использовать наряду с чёрно-красно-золотым флагом рейха чёрно-бело-красный флаг кайзеровской империи. В 1926 году Гинденбург также выступил против проекта предусмотренного конституцией исполнительного закона к её статье 48, что привело бы к ограничениям президентских полномочий.
В 1925 и 1926 годах разгорелись серьёзные политические баталии по поводу «собственности князей». В ходе революции она была арестована, но не национализирована. В судебных разбирательствах по этому вопросу консервативно настроенные органы юстиции встали на сторону знати. В ответ на это Немецкая демократическая партия внесла в рейхстаг проект закона, позволявший землям урегулировать разногласия внесудебными методами. Коммунистическая партия Германии впервые в Веймарской республике использовала возможность принятия закона через референдум, а СДПГ присоединилась к ней. Проект закона, составленный КПГ, предусматривал экспроприацию княжеской собственности в пользу нуждающихся.
Референдум «Экспроприация княжеской собственности», проведенный в первой половине марта 1926 года, продемонстрировал мобилизационную способность двух рабочих партий. Из 39,4 млн лиц, имевших право голоса, в официальных списках были зарегистрированы 12,5 млн. Десятипроцентный кворум для голосования был превышен более чем в три раза. Количество голосов, которое КПГ и СДПГ набрали на выборах в рейхстаг в декабре 1924 года, было превышено почти на 18 %. Особенно заметно выросла поддержка в оплотах партии Центра. Число сторонников референдума здесь было значительно выше, чем общее количество голосов, отданных КПГ и СДПГ на последних выборах в рейхстаг. Не только сторонники рабочих партий, но и многие избиратели буржуазных и правых партий поддержали экспроприацию без компенсации.
6 мая 1926 года проект закона об экспроприации князей без компенсации был внесён на голосование в рейхстаг. Оно потерпело неудачу из-за буржуазного большинства. Если бы этот проект был принят без изменений, не было бы необходимости в новом референдуме. Теперь он был назначен на 20 июня 1926 года. Из примерно 39,7 млн имевших право голоса, проголосовали почти 15,6 млн (39,3 %). Около 14,5 млн проголосовали «за» и около 0,59 млн «против». Около 0,56 млн голосов были признаны недействительными. Таким образом, референдум провалился, поскольку тем временем правительство по просьбе президента объявило, что закон вносит поправки в конституцию. Для успеха референдума необходимо было не относительное, а абсолютное большинство. Такой кворум одобрения не менее 50 % лиц, имевших право голоса, был достигнут только в трёх из 35 избирательных округов по всей стране (в Берлине, Гамбурге и Лейпциге). Референдум стал примером участия большой части населения в решении важного вопроса, но в то же время продемонстрировал недоверие к парламентской системе, внеся свой вклад в её дальнейшую дестабилизацию. Этого эффекта позднее пытались добиться своими инициативами проведения референдумов правые партии.

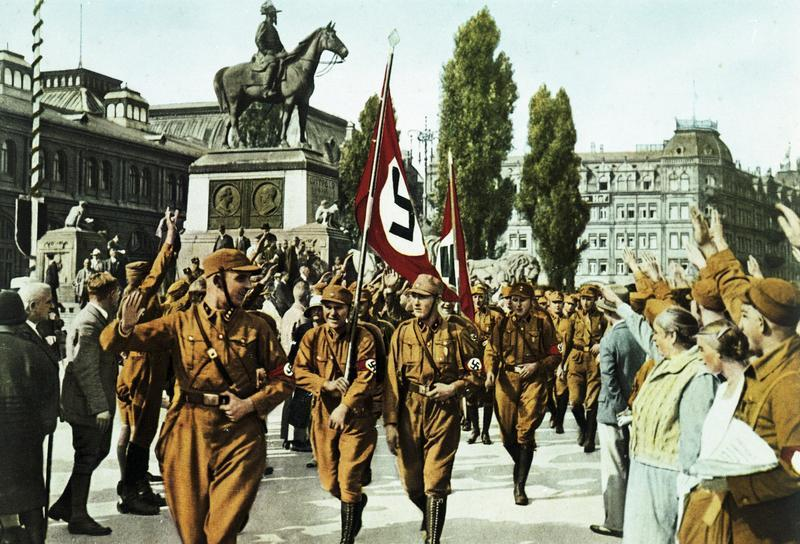
Хорст Вессель во главе своего отряда СА в Нюрнберге. 1929

В этот период наметились первые признаки экономического кризиса, обусловленного отсутствием баланса во внешней торговле, который был выровнен за счёт краткосрочных кредитов из-за рубежа. С выводом кредитных средств началось обрушение экономики.

### Кризис Веймарской республики
Во время первомайской демонстрации в 1929 году, проведённой КПГ вопреки запрету на массовые мероприятия, полиция Берлина начала стрелять по демонстрантам, убив 33 человека и ранив более 200. Эти события стали известны под названием Блутмай или «кровавый май». Смерть Густава Штреземана в октябре 1929 года способствовала началу процесса падения Веймарской республики. В Немецкой национальной народной партии к руководству пришли экстремистски настроенные антиреспубликанские силы во главе с медийным магнатом Альфредом Гугенбергом, который в 1929 году вместе с Адольфом Гитлером и Францем Зельдте из «Стального шлема» (вооружённого крыла НННП) инициировал референдум по отмене плана Юнга. Референдум провалился, однако благодаря ему национал-социалисты были допущены в широкие круги консервативной буржуазии.
Решающую роль в радикализации политики сыграл мировой экономический кризис, который затронул Германию гораздо жёстче, чем другие страны Европы. После обвала на Уолл-стрит большая часть краткосрочных иностранных кредитов была отозвана, что привело к краху немецкой экономики, которая и без того страдала от ограниченной конкурентоспособности, обусловленным ею дефицитом торгового баланса и репараций. Кризис в экспорте быстро перекинулся на внутреннюю конъюнктуру. Начавшаяся массовая безработица усугубила и без того сложнейшее социальное и экономическое положение. К концу существования Веймарской республики в 1933 году насчитывалось 6 млн официально зарегистрированных безработных, то есть более 30 % трудоспособного населения. Только 12 млн человек имели постоянную работу. Многие жили на прожиточный минимум. Всё это сопровождалось длительным правительственным кризисом. Отношения между парламентом, правительством и рейхспрезидентом больше напоминали противодействие, чем взаимодействие. В следовавших друг за другом выборах и правительственных кризисах радикальные партии, прежде всего НСДАП, набирали всё больше голосов.

#### Финансовый кризис
Экономический спад в форме резкой рецессии начался с сенсационного биржевого падения на Уолл-стрит и, подпитываемый жёсткой денежной системой и неудачной политикой (например, таможенным протекционизмом), быстро приобрёл глобальные масштабы. Creditanstalt, крупнейший банк Австрии и одновременно гигантский холдинг с огромным количеством акционеров, объявил о банкротстве. Прямо или косвенно банк контролировал 60 % австрийской промышленности.
Новость о предстоящем банкротстве Creditanstalt стала переломной: миром завладела паника. Испуганные вкладчики штурмовали австрийские банки. Слабости банковской системы, которые сыграли роковую роль в судьбе Creditanstalt, были присущи банковским системам и других европейских стран, в особенности Германии. Банкиры в Германии (как и в других странах Центральной и Восточной Европы) были самым тесным образом связаны с промышленностью долгосрочными кредитами и пакетами акций, что оказалось серьёзной ошибкой во время кризиса. Банк не мог быстро получить долгосрочный кредит в случае необходимости. Акции во время кризиса были недорогими, поэтому доля участия в предприятии ложилась тяжким бременем на баланс банка.
Однако настоящим злом для немецких банков стала зависимость от других стран, преимущественно от Соединённых Штатов, откуда банки получали капитал, которым затем ссужали торговлю и промышленность. Эта схема была заманчивой, поскольку в самой Германии после гиперинфляции 1923 года, обесценившей все вклады, ощущался дефицит капитала. Привлечь в необходимых размерах капитал немецких вкладчиков было, таким образом, невозможно; иностранные кредиты способствовали улучшению ситуации, заполнив кассы немецких банков. Однако иностранные кредиторы проявляли осторожность и предоставляли Германскому рейху в основном краткосрочные, быстро возвращаемые кредиты, обеспечивая себе запасный выход на случай кризиса.
Ликвидность немецких банков в значительной степени зависела, таким образом, от доверия иностранных кредиторов, которое в преддверии наметившегося мирового экономического кризиса становилось всё более хрупким. Уже в сентябре 1930 года, когда на выборах в рейхстаг национал-социалисты добились десятикратного увеличения отданных за них голосов, инвесторы, обеспокоенные возможной политической нестабильностью, начали вывод капитала из Германии. Положение ещё больше обострилось, когда в зону экономической турбулентности попали известные немецкие компании. В мае 1931 года стало известно о финансовых проблемах концерна Karstadt, а затем страховой группы Nordstern. В этот момент Karstadt полным ходом реализовывал программу экспансии за счёт иностранных кредитов. Кредиторы задались вопросом, насколько надёжными были банки, выдавшие концерну кредиты.
Дальнейший ход политических событий ещё более усилил опасения кредиторов. Заявление рейхсканцлера Брюнинга, намекнувшего в ходе переговоров о репарационных выплатах о возможном государственном банкротстве, повлекло за собой в начале июня 1931 года ускоренный отток капитала за границу. Для большого краха не хватало лишь малого повода, который дала бременская текстильная компания Nordwolle. С 1925 года она фальсифицировала свои балансы, тем самым скрывая огромные убытки. При этом под угрозой банкротства оказался и Darmstädter und Nationalbank (Danat-Bank), предоставивший компании гигантский по тем временам кредит на сумму 48 млн рейхсмарок.
13 июля Danat-Bank, второй по величине банк Германии, был вынужден закрыть свои отделения из-за нехватки наличных денег. Эта новость вызвала панику среди немцев, сильно пострадавших от экономического кризиса. Они массово изымали свои вклады, поэтому 14 и 15 июля 1931 года все банковские кассы оставались закрытыми.
Банкротство Nordwolle грозило ввергнуть в пропасть несколько немецких кредитных учреждений, в том числе Dresdner Bank, и спровоцировало крупнейший по тем временам банковский кризис в Германии. Только благодаря смелому вмешательству правительства рейха и укреплению акционерной базы учреждений посредством существенного финансового вливания удалось предотвратить полный крах финансового сектора.

#### Государственное вмешательство
Несмотря на отчаянные протесты банкиров, государство понизило ставки кредитования экономики и своим декретом сократило процент по текущим займам. Был введён более жёсткий контроль банков и — впервые — банковский надзор. Правительство смогло предотвратить крушение финансовой системы Германии благодаря серьёзным интервенциям — начиная от выкупа крупных банков, реструктуризации и заканчивая мерами постоянного банковского надзора. И потеряло при этом последнее доверие в глазах населения. Профсоюзы и коммунисты обрушились с критикой «социализации потерь». Антикапиталистические настроения уже получили распространение среди населения во время экономического кризиса, и правительство, бросившееся на амбразуру, спасая крупный капитал и непопулярные среди населения банки, не вызывало у него никакой симпатии. Несмотря на то что государственное вмешательство в конечном итоге спасло банки, банкиры также отвернулись от рейхсканцлера Брюнинга. Его осторожная политика внесла решающий вклад в оздоровление немецкой экономики, но Веймарской республике об этом уже не было дано знать.

#### Правительство Брюнинга
В марте 1930 года правительство «большой коалиции», возглавляемое социал-демократом Германом Мюллером, развалилось, не найдя компромиссного решения по вопросу незначительного повышения размера страхового взноса на случай безработицы. Вместо него при поддержке Партии Центра, НДП и ННП было сформировано правительство парламентского меньшинства во главе с членом Партии Центра Генрихом Брюнингом. К тому времени численность штурмовых отрядов НСДАП возросла до 100 тысяч (против 30 тысяч в 1927 году); тем самым они стали равняться республиканской армии. Росла и численность коммунистического Союза красных фронтовиков. В уличной борьбе участвовала также боевая организация веймарских партий «Рейхсбаннер».  На досрочных парламентских выборах 14 сентября 1930 года НСДАП получила 18,3 % и переместилась на второе место (первое место осталось за СДПГ); «большая коалиция» перестала быть большинством.
Эти события сопровождались дальнейшим обострением экономического кризиса. Снижение налоговых поступлений и сохранявшееся военное бремя (репарации, пенсии инвалидам войны) бюджет мог компенсировать только на основе существенного повышения налоговых ставок и сокращения размера заработной платы. В 1930 году финансовые последствия войны съедали 47,5 % имперского бюджета. Снижавшийся внутренний спрос усугублял экономический и социальный кризис. Работодатели в горной промышленности в 1930 году запросили разрешения на снижение заработной платы на 12,5 %, на что профсоюзы дали осенью отказ. 29 декабря тарифные переговоры провалились. Правительство Брюнинга заблаговременно и однозначно заявило о поддержке работодателей и пригрозило мерами государственного воздействия в случае забастовочной борьбы. К 15 января 1931 года Объединение работодателей горной промышленности уволило 295 тысяч рабочих со скрытым мотивом снова нанять их на худших условиях. Профсоюзы готовились к борьбе с применением силы. Правительство в чрезвычайной ситуации назначило согласительную комиссию, уполномоченную установить тарифы вопреки сопротивлению сторон. 10 января комиссия объявила о сокращении заработной платы на 6 % и отмене массовых увольнений. Тем не менее начались забастовки и локауты. В проигрыше оказались рабочие. Заработная плата снижалась всё дальше, а безработица росла, что играло на руку национал-социалистам. Чтобы пресечь дальнейшее укрепление радикальных крыльев в политических партиях, СДПГ в рейхстаге согласилась с политикой экономии и дефляции, предложенной кабинетом Брюнинга и предусматривавшей сокращение социальных выплат, но тем не менее вскоре приведшей к ещё большему обострению экономического кризиса.

#### Технические кабинеты фон Папена и  фон Шляйхера

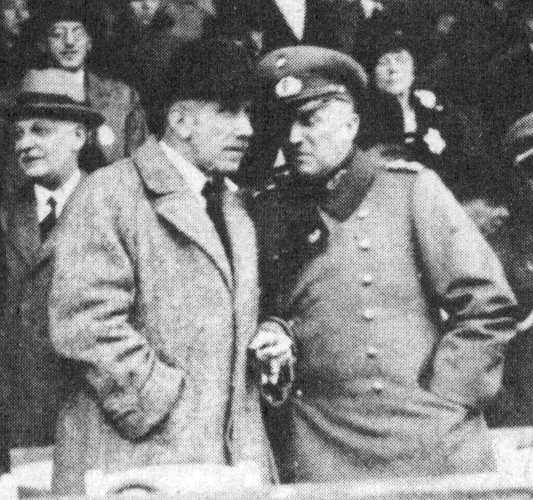
Франц фон Папен (слева) и Курт фон Шляйхер на скачках. Берлин-Карлсхорст, 1932

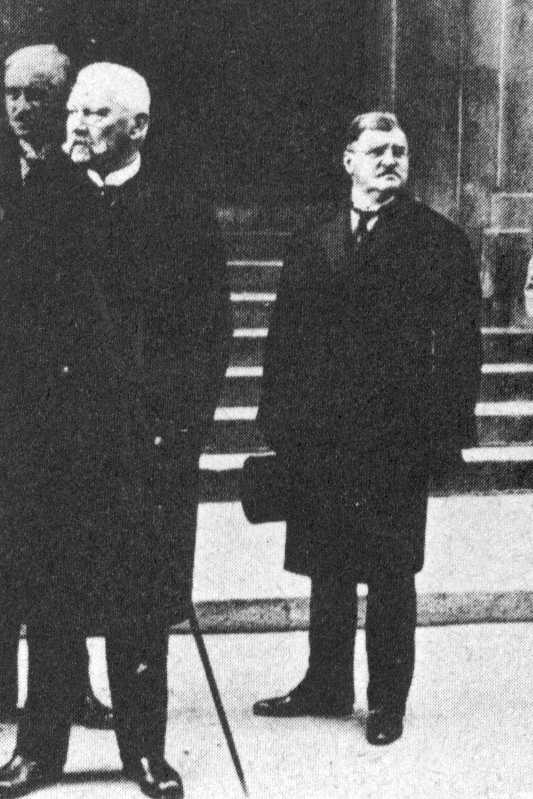
Рейхспрезидент Гинденбург и государственный секретарь Отто Мейснер. 1932

30 мая 1932 года правительство Брюнинга ушло в отставку (по его собственному признанию, он рухнул за сто метров до цели, поскольку его дефляционная политика ещё не успела дать положительных результатов), после чего в самом начале июня 1932 года было сформировано техническое правительство во главе с Францем фон Папеном.
Отмена фон Папеном запрета на деятельность штурмовых отрядов привела к росту числа ожесточенных столкновений. 17 июля 1932 года в уличных боях между национал-социалистами и коммунистами в прусском Шлезвиг-Гольштейне погибли 18 человек. Эти бои, известные как «Кровавое воскресенье в Альтоне», были использованы фон Гинденбургом и фон Папеном как возможность свергнуть действующее правительство Брауна в Пруссии. Это стало возможным благодаря закрепленному в Веймарской конституции применению фон Гинденбургом чрезвычайного указа, который наделял рейхспрезидента особыми полномочиями. 20 июля 1932 года временное правительство Пруссии получило уведомление о том, что оно низложено и что рейхсканцлер Франц фон Папен принимает на себя обязанности главы правительства. Государственный переворот означал падение Пруссии как бастиона демократии. 
По результатам досрочных парламентских выборов 31 июля 1932 года НСДАП вышла на первое место (230 мандатов из 608), вытеснив СДПГ на второе место (133 мандата); третье место заняла КПГ (89 мандатов). При этом веймарские партии лишились совместного большинства, после чего были возможны следующие варианты:
- коалиция веймарских партий с КПГ (как это произошло примерно тогда же в Мемельланде);
- коалиция веймарских партий с НСДАП и НННП;
- правительство парламентского меньшинства веймарских партий, которые совместно поддержали переизбрание Гинденбурга на президентских выборах 13 марта и 10 апреля 1932 года (для избрания во втором туре достаточно простого большинства голосов);
- правительство парламентского меньшинства НСДАП и НННП;
- правительство парламентского меньшинства КПГ (на формирование которого никогда бы не пошёл президент);
- формирование технического правительства и назначение новых досрочных парламентских выборов[источник не указан 392 дня].

В течение трёх месяцев правительство так и не было сформировано, в результате чего были назначены новые досрочные парламентские выборы, которые прошли 6 ноября 1932 года и на которых расклад сил существенно не изменился (НСДАП получила на 4 % меньше голосов). 17 ноября фон Папен ушёл в отставку, а в начале декабря было сформировано новое техническое правительство Курта фон Шляйхера, пользовавшееся относительной поддержкой широкого фронта политических сил различной идеологической направленности — от профсоюзов до левого крыла НСДАП. Однако регулярное правительство вновь не было сформировано. 28 января 1933 года Шлейхер ушёл в отставку.

### Установление однопартийной системы
30 января 1933 года было сформировано правительство парламентского меньшинства, состоявшее из представителей НСДАП и НННП, канцлером стал председатель НСДАП Адольф Гитлер. На досрочных парламентских выборах 5 марта 1933 года НСДАП и НННП совместно получили более 50 %. 24 марта 1933 года рейхстаг конституционным большинством наделил правительство правом издавать законы без одобрения парламента, а 14 июля правительство Гитлера издало закон, установивший в стране однопартийную систему: все партии, кроме НСДАП, были запрещены.

### Причины поражения Веймарской республики
Поражение Веймарской республики невозможно объяснить каким-то одним обстоятельством: институциональными недостатками Веймарской конституции, мировым экономическим кризисом конца 1920-х — начала 1930-х годов, нищетой и массовой безработицей, способствовавших расширению электоральной базы национал-социалистов, либо отсутствием демократических преобразований в органах юстиции, управления и в армии. Вину за поражение первой демократии в Германии не стоит также возлагать исключительно на отдельных политиков, не обладавших необходимыми личностными качествами. Крах Веймарской республики — результат совпадения целого комплекса причин.
Важнейшую причину провала Веймара историк Хаген Шульце видит прежде всего в «области ментальностей, взглядов и мышления» большинства населения, не принявшего политическую систему, а также партий и объединений, не отвечавших требованиям парламентаризма. Причины такого уклончивого, даже негативного отношения кроются главным образом в долгосрочном контексте прусско-германской истории. Они ещё более усугублялись условиями, в которых была создана новая государственная система, и бременем внешней политики, причём другие «особенности формального конституционного строя, такие как несовершенный нормативный характер или федерализм» лишь во вторую очередь имели дестабилизирующий эффект. Антиреспубликанские тенденции в судебной системе, армии и государственном аппарате также были управляемыми. То же самое касается и экономических кризисов в республике. По мнению Шульце, Веймар не был обречён на провал, этот провал можно было остановить, но население, группы, партии и отдельные ответственные политики «допустили провал Веймарского эксперимента, потому что они неправильно думали и, следовательно, неправильно действовали».
Историк Детлев Пойкерт в свою очередь утверждает, что крушение Веймара произошло из-за «четырёх разрушительных процессов, с которыми можно было справиться по отдельности». С одной стороны, социально-экономический кризис после Первой мировой войны привёл к сужению возможностей действий, что повлекло за собой политическую и социальную дестабилизацию. К тому же бескомпромиссное отношение партий друг к другу обеспечило потерю легитимности политической системы ещё до мирового экономического кризиса. В начале 1930-х годов старая дворянская элита времён Германской империи преследовала «концепцию авторитарного поворота». Четвёртой причиной крушения Веймара Пойкерт называет подъём национал-социалистического движения, которое извлекло выгоду из «фундаментальной потери авторитета старых элит» и предложило себя в качестве «наиболее радикальной альтернативы» веймарской демократии.
| Причины поражения Веймарской республики                  | |
| Антидемократическое мышление                             | Отсутствие демократической традиции Демократия как нечто чуждое Антидемократические слои в управлении (аппарат, армия, юстиция) Страх перед коммунистами                                                    |
| Раскол рабочего движения                                 | Образ врага в лице западных стран и СССР Недооценка национал-социалистов |
| Структурные слабости политического строя / правительства | Нейтральные ценности конституции Смешение основных принципов[каких?] Слабый парламент Пропорциональная избирательная система Исключение парламента в случае чрезвычайного положения Властный рейхспрезидент |
| Версальский договор                                      | Неудавшаяся политика пересмотра условий Измышления НСДАП Репарации |
| Экономический кризис                                     | Мировой экономический кризис Огромная безработица Перегрузка обеспечительных систем государства Социальный спад                                                                                             |
| НСДАП                                                    | Недооценка НСДАП Массированная пропаганда и агитация НСДАП |

До последнего момента переход Германии к диктатуре не был неизбежным. Большинству главных действующих лиц, участвовавших в последней фазе Веймарской республики, историки дают преимущественно нелестные характеристики. Некоторых из них ослепили честолюбие и самонадеянность, другие проложили дорогу Гитлеру в силу своей политической близорукости. Но и приверженцы республики не представляли достойной альтернативы.
После назначения Гитлера на пост рейхсканцлера демократические партии не смогли выработать общей решительной программы действий; даже партии центра подумывали о коалиции с НСДАП. Курт фон Шлейхер не смог представить рейхспрезиденту достойной альтернативы отложенным в нарушение конституции выборам в рейхстаг. Его правительство, таким образом, получило возможность продолжить свою работу, несмотря на полученный вотум недоверия. Этот вотум недоверия можно было проигнорировать, указав на неспособность парламента, вынесшего его, создать правительственную коалицию, и тем самым обусловить возможность смены правительства конструктивным вотумом недоверия, хотя Веймарская республика его и не предусматривала. Концепция конструктивного вотума недоверия была разработана ещё в 1927 году, и соответствующая аргументация для рейхспрезидента Гинденбурга была подготовлена Шлейхеру его советниками.
К моменту назначения Гитлера рейхсканцлером его партия, после нескольких попыток добиться власти, закончившихся неудачей, находилась в глубоком внутреннем кризисе. То, что национал-социалисты пропагандистски называли «захватом власти», скорее было её передачей в самый последний момент в результате определённого стечения обстоятельств.

## Население
В 1919 году в молодой Веймарской республике проживали почти 60 млн человек. В последующие годы население росло и по переписи 1933 года, состоявшейся после прихода к власти национал-социалистов, насчитывало около 66,2 млн жителей.
В гражданском отношении большинство населения составляли немцы, то есть все граждане всех земель Германии (прусские граждане, баварские граждане, саксонские граждане и др., обладатели пасскарт граждан земель, для перехода в гражданство которых необходимо было выйти из всех иностранных гражданств и знать немецкий язык) и непосредственные граждане империи, независимо от национальности (включая мазур, лужичан, верхнесилезских поляков, мазуров, шлезвигских датчан, фризов, германизированных евреев и германизированных цыган). Иностранные граждане, имевшие вид на жительство в немецких землях, составляли 1,48 %, из которых 28,2 % — граждане Польской Республики (поляки), 24,1 % — граждане Чехословацкой Республики (чехословаки), 13,9 % — австрийские граждане (австрийцы), 8,9 % — подданные Королевства Нидерланды (нидерландцы), 5,1 % — граждане РСФСР (русские), 4,6 % — граждане Швейцарской Конфедерации (швейцарцы), 2,6 % — подданные Королевства Италия (итальянцы), 1,7 % — подданные Королевства Венгрия (венгры), 1,5 % — подданные Королевства Югославия (югославы).
Родным языком для большинства являлся немецкий, иноязычное население составляло 0,6 %, из которых в свою очередь 57,2 % — польскоговорящее (большая часть проживала в Верхней Силезии и Эльбингском округе), 16,6 % — лучжицкоговорящие (большая часть проживала в Дрезденском округе), 13,3 % — мазуроговорящие (большая часть проживала в Алленштайнском округе), 1,3 % — датскоговорящие (большая часть проживала в Шлезвиг-Гольштейне), 1 % — русскоговорящие.

## Административно-территориальное деление
Германия в Веймарский период являлась децентрализованным (регионалистским) государством, её территория делилась на 17 земель, каждая из которых обладала широким областным самоуправлением и могла принимать собственную конституцию и законы. При этом Германия имела централизованную одноканальную систему сбора налогов во главе с Имперским финансовым управлением. На уровне земель, провинций и некоторых непрусских районов существовали земельные финансовые управления, низшее звено налоговых органов — финансовые управления по одному на район (в Пруссии) или округ (вне Пруссии), 75 % налогов поступали в общенациональную казну, 10 % — регионам, 15 % — местным самоуправлениям.
Территория Пруссии делилась на провинции, каждой из которых соответствовали провинциальные союзы (Provinzialverband), за исключением Берлина который не входил в провинциальный союз Бранденбурга, территория каждой из остальных крупных земель делилась на округа (в Пруссии — Regierungsbezirk, в Берлине — Bezirk, в Баварии — Kreis, в Бадене — Landeskommissärbezirk, в Саксонии — Kreishauptmannschaft, в Вюртемберге — Kreis, в Гессене — Provinz); округа и средние земли на уезды (Kreis, в Баварии — Bezirksämter, в Саксонии — Amtshauptmannschaften, в Вюртемберге — Oberämter, Landherrschaft) и города земельного или окружного подчинения (Stadkreis, в Баварии — Kreisunmittelbare Städte, в Саксонии — Exemte (bezirksfreie) Städte, в Вюртемберге — Selbstständige Stadt), мелкие земли (Гамбург, Бремен, Любек, Липпе, Шаумбург-Липпе, Мекленбург-Шверин и Мекленбург-Стерлиц) непосредственно делились на города и деревни. Уездам соответствовали союзы общин  (Gemeindeverband), обладавшие правами местного самоуправления. Часть уездов делились на округа (Amtsbezirk), округа и прочие уезды — на общины  (Gemeinde) и города (Stadtgemeinde), города земельного и окружного подчинения — на городские районы (Ortsbezirk в северных землях или Stadtbezirk в южных землях). Провинциальные союзы, союзы общин, города и общины обладали местным самоуправлением.

### Земли
- Свободное государство Пруссия (Freistaat Preußen) (Столица — Берлин)
- Свободное государство Мекленбург-Шверин (Freistaat Mecklenburg-Schwerin) (Столица — Шверин)
- Свободное государство Мекленбург-Штрелиц (Freistaat Mecklenburg-Strelitz) (Столица — Нойштрелиц)
- Свободное государство Саксония (Freistaat Sachsen) (Столица — Дрезден)
- Свободное государство Тюрингия (Freistaat Thüringen) (Столица — Веймар)
- Свободное государство Анхальт (Freistaat Anhalt) (Столица — Дессау)
- Свободное государство Ольденбург (Freistaat Oldenburg) (Столица — Ольденбург)
- Свободное государство Брауншвейг (Freistaat Braunschweig) (Столица — Брауншвейг)
- Свободное государство Шаумбург-Липпе (Freistaat Schaumburg-Lippe) (Столица — Бюкебург)
- Свободное государство Липпе (Freistaat Lippe) (Столица — Детмольд)
- Свободное государство Вальдек (Freistaat Waldeck-Pyrmont) (Столица — Арользен)
- Свободное государство Бавария (Freistaat Bayern) (Столица — Мюнхен)
- Народное государство Гессен (Volksstaat Hessen) (Столица — Дармштадт)
- Свободное народное государство Вюртемберг (Freier Volksstaat Württemberg) (Столица — Штутгарт)
- Республика Баден (Republik Baden) (Столица — Карлсруэ)
- Свободный ганзейский город Гамбург (Freie und Hansestadt Hamburg) (Столица — Гамбург)
- Свободный ганзейский город Бремен (Freie Hansestadt Bremen) (Столица — Бремен)
- Вольный и ганзейский город Любек (Freie und Hansestadt Lübeck) (Столица — Любек)

В 1929 году Вальдек был присоединён к Пруссии, районы Вальдека стали районами провинции Гессен-Нассау, административного округа Гессен. Тюрингия возникла в 1920 году путём объединения Народного государства Ройсс (Volksstaat Reuß), Свободного государства Саксен-Мейнинген (Freistaat Sachsen-Meiningen), Свободного государства Саксен-Веймар-Эйзенах (Freistaat Sachsen-Weimar-Eisenach), Свободного государства Саксен-Готы (Freistaat Sachsen-Gotha), Свободного государство Саксен-Альтенбург (Freistaat Sachsen-Altenburg), Свободного государства Шварцбург-Рудольштадт (Freistaat Schwarzburg-Rudolstadt) и Свободного государства Шварцбург-Зондерхаузен (Freistaat Schwarzburg-Sondershausen). В 1920 году Свободное государство Кобург (Freistaat Coburg) присоединилось к Баварии.

### Местные органы государственной власти
Земли
Законодательный орган земли — ландтаг (Landtag), избиравшийся населением, исполнительный — правительство земли (Landesregierung) (в большинстве земель — Staatministerium), состоявшие из премьер-министра (Ministerpräsident) (в Бадене, Гессене и Вюртемберге — Staatspräsident) и министров (Staatsminister) (в Бадене — Staatsrat), назначавшееся правительством земли и нёсшее перед ним ответственность.
Провинции
Местным органом государственной власти в каждой из провинций являлся провинциальный совет (Provinzialrat), состоявший из обер-президента (Oberpräsident), назначавшийся премьер-министром, и членов, избиравшихся ландтагом провинции. Представительный орган местного самоуправления провинциального союза — избиравшийся населением ландтаг провинции (Provinziallandtag), исполнительный орган местного самоуправления провинции — избиравшийся ландтагом провинции провинциальный комитет (Provinzialausschuss), состоявший из председателя, ландесгауптмана (Landeshauptmann) и членов (Landesrat).
Районы
Местным органом государственной власти в каждом из округов являлся окружной комитет (Bezirksausschuss), состоявший из регирунгс-президента (Regierungspräsident), назначавшегося премьер-министром, и членов, назначавшихся провинциальным комитетом. Представительный орган местного самоуправления уезда — избиравшийся населением крейстаг (Kreistag) (в Берлине — районное собрание депутатов (Bezirksverordnetenversammlung)). Исполнительный орган местного самоуправления и местный орган государственной власти района — избиравшийся крейстагом районный комитет (Kreisausschuss), в Берлине — районный совет (Bezirksrat), состоявший из ландрата (Landrat), в Берлине — бургомистра района (Bezirksbürgermeister) и членов.
Города
Местным органом государственной власти в каждом из городов являлся городской комитет (Stadtausschuss), избиравшийся магистратом, состоявший из бургомистра и членов. Представительный орган местного самоуправления города — избиравшееся населением городское собрание представителей (Stadtverordnetenversammlung) (в северных землях), совет города (Stadtrat) (в южных землях) или бюргершафт (Bürgerschaft) (в ганзейских городах). Исполнительный орган местного самоуправления города в северных землях — избиравшийся городским собранием уполномоченных или бюргершафтом магистрат (Magistrat), состоящий из обер-бургомистра (Oberbürgermeister) или бургомистра (Bürgermeister) и шеффенов (штадтратов, ратманов, ратсгерров), в южных землях - бургомистр, избиравшийся населением и являвшиеся одновременно председателем совета города.
Общины
Местным органом государственной власти округа является комитет округа (Amtsausschuss), состоявший из старосты (Amtsvorsteher), назначавшегося обер-президентом, и членов, которыми являлись старосты общин. Представительный орган местного самоуправления общины — избиравшиеся населением общинное представительство (Gemeindevertretung) (в северных землях) или совет общины (Gemeinderat) (в южных землях), в малых общинах — общинные собрания (Gemeindeversammlung), состоящие из всех жителей общины. Исполнительный орган местного самоуправления общины в северных землях — избиравшееся общинным представительством или общинным собранием общинное правление (Gemeindevorstand), состоящее из старосты (Gemeindevorsteher) и шеффенов, в южных землях и мелких общинах северных земель — староста, избиравшиеся населением.
Городские районы
Городские районы возглавлялись старостами районов (Bezirksvorsteher), избиравшийся магистратом из числа городских депутатов.

## Государственный строй
Конституция была принята Германским национальным собранием в 1919 году. Законодательные органы — рейхсрат, назначавшийся правительствами земель, и рейхстаг, избиравшийся народом по пропорциональной системе по многомандатным округам по открытым списком по автоматическому методу сроком на 4 года, глава государства — рейхспрезидент (Reichspräsident), избиравшийся народом сроком на 7 лет, осуществлявший представительские функции, определявший внешнюю политику и командовавший армией, исполнительный орган — имперское правительство (Reichsregierung), состоявшее из рейхсканцлера (Reichskanzler) и рейхсминистров (Reichsminister), назначаемое президентом и нёсшее ответственность перед рейхстагом, орган конституционного надзора — государственный суд (Staatsgerichthof), заседатели которого избирались рейхстагом и рейхсратом.

### Наиболее влиятельные политические партии и политические коалиции

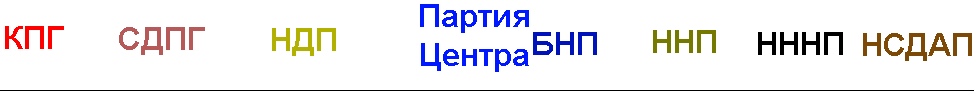
Политический спектр партий Веймарской республики от крайне левых до крайне правых

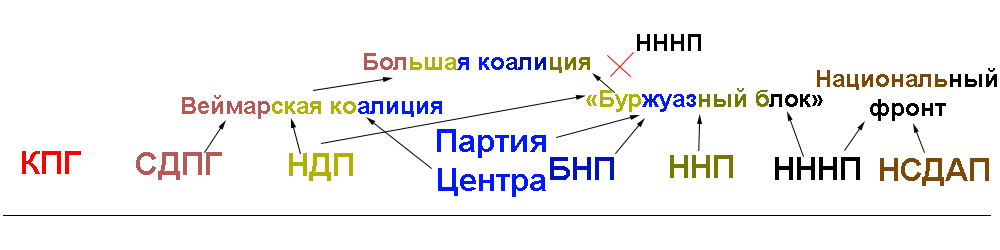
Основные коалиции Веймарской республики. Большая коалиция формировалась без участия НННП

- Социал-демократическая партия Германии (СДПГ). Левее НДП, правее КПГ, член Социалистического рабочего интернационала. Поддерживала Конституцию 1919 года. Была наиболее влиятельной партией, при этом наибольшим влиянием пользовалась в землях Брауншвейг, Ольденбург, Гамбург, Бремен, Любек, провинциях Ганновер, Шлезвиг-Гольштейн, Гессен-Нассау, Саксония, западной части провинции Бранденбург и городах остальных провинций. Часто вступала в коалиции с НДП, ННП и Партией Центра. Молодёжной организацией была Социалистическая рабочая молодёжь. К партии были близки Социалистическое студенчество Германии и Австрии (совместно с Имперским союзом германских демократических студентов и студентами центра образовывал Республиканский студенческий картель), Фонд имени Фридриха Эберта и организация «Рейхсбаннер», имевшая в качестве боевых формирований штамм-формирования (Stammformationen) и охранные формирования (Schutzformationen). Центральный печатный орган — газета Vorwärts.
- Немецкая национальная народная партия (НННП). Правее ННП. Выступала против Конституции 1919 года, за сильную президентскую власть и была идеологом ряда попыток её установления (Капповский путч, Кюстринский путч). 26 августа 1921 года члены близкой к партии Организации Консул убили министра финансов Маттиаса Эрцбергера, а 24 июня 1922 года — министра иностранных дел Вальтера Ратенау. Реакцией на эти убийства стал закон о защите республики. НННП была наиболее влиятельной в сельской местной провинций земель Мекленбург-Шверин и Мекленбург-Штрелиц и провинций Восточная Пруссия, Нижняя Силезия, Померания, Позен-Западная Пруссия и восточной части провинции Бранденбург. Могла вступать в коалиции с ННП, НДП и Партией Центра. К ней была близка студенческая организация «Германский буршеншафт» и военизированная организация «Стальной шлем».
- Партия Центра. Правее НДП, левее НННП, входила в Международный секретариат демократических партий христианского вдохновения. Поддерживала Конституцию 1919 года. Являлась наиболее влиятельной в сельской местности провинций Вестфалия и Рейнская провинция. Часто вступала в коалиции либо с СДПГ, ННП, НДП, либо с ННП, НДП и НННП. Центральный печатный орган – «Германия» (Germania).
- Коммунистическая партия Германии (КПГ). Левее СДПГ, входила в Коммунистический интернационал. До 1920 года её электоральную нишу занимала Независимая социал-демократическая партия Германии. Выступала против Конституции 1919 года, поддерживала установление власти рабочих и крестьянских советов и являлась идеологом ряда попыток её установления (Рурское восстание, Мартовское восстание 1921 года, Гамбургское восстание), но при этом продолжала оставаться терпимой, в отличие коммунистических партий некоторых стран Европы. Была второй по влиянию во всех городах, при этом наибольшим влиянием пользовалась в землях Саксония и Тюрингия. В 1924 году под её эгидой была создана военизированная организация «Ротфронт».
- Немецкая народная партия (ННП). Левее НННП и Ландбунда, правее НДП. Поддерживала Конституцию 1919 года. Была второй по влиянию в сельской местности и третьей по влиянию в городах земель Ольденбург, Брауншвейг, Гамбург, Бремен, Любек и провинций Ганновер, Шлезвиг-Гольштейн, Гессен-Нассау, Саксония и западной части провинции Бранденбург.
- Немецкая демократическая партия (НДП). Правее СДПГ, левее ННП, входила в Международное объединение радикальных демократических партий. Поддерживала Конституцию 1919 года. Была третьей по влиянию в Ганновере, Шлезвиг-Гольштейне, Провинции Саксония, Ольденбурге и Брауншвейге. Часто вступала в коалиции с СДПГ, ННП и Партией Центра, либо с ННП, партией Центра и НННП. В 1929 году объединилась с Младогерманским орденом в Германскую государственную партию.
- Баварская народная партия (БНП). Занимала электоральную нишу Партии Центра в Баварии. Поддерживала Конституцию 1919 года. Была наиболее влиятельной партией в Баварии[24].
- Национал-социалистическая немецкая рабочая партия (НСДАП). После провала попытки переворота в Баварии 8 ноября 1923 года эта ультраправая партия была запрещена. В феврале 1925 года запрет был отменён. В начале 1930-х годов НСДАП вытеснила на третье место Немецкую национальную народную партию в сельской местности провинций Восточная Пруссия, Нижняя Силезия, Померания и восточной части провинции Бранденбург (предшествовавшая НСДАП в кайзеровский период антисемитская социальная партия регулярно занимала первое место в Гессене и Гессене-Нассау), а в 1932 году она вышла на первое место оттеснив на второе место даже Социал-демократическую партию в городах этих провинций и в других провинциях. В качестве боевых формирований имела штурмовые отряды и охранные отряды. В 1933 году установила однопартийную систему.

Партийная система Веймарской республики страдала от жесточайшего партикуляризма. Практически все партии не преуспели в создании широких зонтичных коалиций, а их электоральная база практически не менялась, при этом руководство партий не решалось избавиться от партикуляризма. 
КПГ и СДПГ — партии рабочего класса (пролетариата); Партия Центра — партия католиков; ННП и и НДП — партии городской мелкой буржуазии; НННП — партия сельских жителей и юнкеров; Баварская народная партия и Немецкая ганноверская партия — регионалистские партии. Тем не менее часть лидеров СДПГ и партии Центра действительно пытались расширить свою электоральную базу. В 1921 году СДПГ приняла Гёрлицкую программу, на основе которой она впервые в своей истории отказывалась от классового партикуляризма и формально старалась стать «народной партией», то есть представлять интересы не только рабочих, но и других социальных слоёв. Однако в 1925 году ортодоксальные марксисты смогли продвинуть принятие Гейдельбергской программы, в которой партия возвращалась на рельсы «партии пролетариата». Партия Центра в свою очередь также пыталась расширить базу и стать общехристианской партией, уйдя за пределы политического католицизма. Однако попытки её реформаторского крыла провалились из-за консервативных партийных деятелей.

### Общественные организации

#### Профсоюзы
Крупнейший профцентр — Всеобщее объединение немецких профсоюзов (Allgemeiner Deutscher Gewerkschaftsbund, ВОНФ), управлялся съездом (Bundestag), между съездами — комитетом (Bundesausschuss), между комитетами — правлением (Bundesvorstand), высшее должностное лицо ВОНФ — председатель (Bundesvorsitzender). В территориальном плане состоял из округов которые соответствовали избирательным округам, округа из подокругов которые соответствовали городским районам, внерайонным городам, районам или мелким землям. В отраслевом плане состоял из отраслевых профсоюзов под руководством съезда профсоюза (Gewerkschaftstag), между съездами — правлением профсоюза (Gewerkschaftsvorstand), высшее должностное лицо отраслевого профсоюза — председатель (Gewerkschaftsvorsitzender). Каждый из отраслевых профсоюзов также делился на округа и подокруга (в профсоюзах массовых профессий) или производственные группы (в профсоюзах концентрированных профессий). В политическом отношении ВОНФ ориентировался на СДПГ. Центральный печатный орган — Gewerkschafts-Zeitung, теоретический орган — журнал Die Arbeit. Объединения служащих имели свой центр — Всеобщий союз свободных объединений служащих (Allgemeiner freier Angestelltenbund).

#### Предпринимательские организации
- Крупнейшая зонтичная организация, объединявшая торгово-промышленные палаты, — Объединение торгово-промышленных палат Германии (Deutscher Industrie- und Handelstag, DIHT), объединявшая ремесленные палаты — Объединение германских ремесленных палат (Deutscher Handwerkskammertag);
- Объединение германских союзов работодателей (Vereinigung der Deutschen Arbeitgeberverbände);
- Национальный союз германской индустрии (Reichsverband der Deutschen Industrie);
- Национальный сельский союз (Reichslandbund).

#### Союзы муниципалитетов
Города были объединены в Имперский городской союз (Reichsstädtebund), интересы сельских общин представлял — Конгресс германских сельских общин (Deutscher Landgemeindetag), сельских общин Пруссии — Союз прусских сельских общин (Verband preußischer Landgemeinden), сельских общин Вестфалии и Рейнской провинции — Конгресс прусских сельских общин Запада (Preußischer Landgemeindetag West), районов Пруссии — Союз прусских сельских районов (Verband der Preußischen Landkreise), провинций Пруссии — Союз прусских провинций (Verband der preußischen Provinzen), районов Баварии — Союз баварских крейстагов (Bayerischen Kreistagsverband).

#### Масонство
Основные масонские организации — Великая ложа «Ройал Йорк» (Пруссия), Великая земельная ложа вольных каменщиков (Пруссия), Великая национальная материнская ложа «Три глобуса» (Пруссия), Великая земельная ложа Саксонии (Саксония), Великая ложа Гамбурга (Гамбург), Эклектический союз Франкфурта-на-Майне (Пруссия), Великая ложа «К единодушию» (Гессен), Великая ложа «К солнцу» (Бавария).

#### Прочее
Существовала Германская академия (Deutsche Akademie), осуществлявшая популяризацию немецкого языка за рубежом.

## Судоустройство
Высшая судебная инстанция — Имперский верховный суд (Reichsgericht), суды апелляционной инстанции — Высшие земельные суды (Оberlandesgericht): 
- Высший земельный суд Кёнигсберга (Oberlandesgericht Königsberg) (Провинция Восточная Пруссия, Свободное государство Пруссия);
- Высший земельный суд Бреслау (Oberlandesgericht Breslau) (Провинция Нижняя Силезия, Свободное государство Пруссия);
- Высший земельный суд Штеттин (Oberlandesgericht Stettin) (Провинция Померания, Свободное государство Пруссия);
- Апелляционный суд (Kammergericht) (Провинция Бранденбург, Свободное государство Пруссия);
- Высший земельный суд Наумбурга (Oberlandesgericht Naumburg) (Провинция Саксония-Анхальт, Свободное государство Пруссия);
- Высший земельный суд Киля (Oberlandesgericht Kiel) (Провинция Щлезвиг-Гольштейн, Свободное государство Пруссия);
- Высший земельный суд Брауншвейна (Oberlandesgericht Braunschweig);
- Высший земельный суд Ольденбурга (Oberlandesgericht Oldenburg);
- Высший земельный суд Целле (Oberlandesgericht Celle)(Провинция Ганновер, Свободное государство Пруссия);
- Высший земельный суд Хамма (Oberlandesgericht Hamm) (Административный округ Арнсберг, провинция Вестфалия, Свободное государство Пруссия);
- Высший земельный суд Кёльна (Oberlandesgericht Köln) (Провинция Рейн, Свободное государство Пруссия);
- Высший земельный суд Франкфурта-на-Майне (Oberlandesgericht Frankfurt am Main) (Провинция Гессен-Нассау, Свободное государство Пруссия);
- Высший земельный суд Дармштадта (Oberlandesgericht Darmstadt) (Свободное народное государство Гессен);
- Высший земельный суд Карлсруэ (Oberlandesgericht Stuttgart) (Республика Баден);
- Высший земельный суд Штутгарта (Oberlandesgericht Karlsruhe) (Свободное народное государство Вюртемберг);
- Высший земельный суд Мюнхена (Oberlandesgericht München) (Район Верхняя Бавария, Свободное государство Бавария);
- Высший земельный суд Аугсбурга (Oberlandesgericht Augsburg) (Район Швабия, Свободное государство Бавария);
- Высший земельный суд Бамберга (Oberlandesgericht Bamberg) (Район Верхняя Франкония, Свободное государство Бавария);
- Высший земельный суд Нюрнберга (Oberlandesgericht Nürnberg) (Район Средняя Франкония, Свободное государство Бавария);
- Высший земельный суд Цвайбрюкена (Oberlandesgericht Zweibrücken) (Район Пфальц, Свободное государство Бавария);
- Высший земельный суд Дрездена (Oberlandesgericht Dresden) (Свободное государство Саксония);
- Тюрингский Высший земельный суд  (Thüringer Oberlandesgericht) (Свободное государство Тюрингия);
- Высший земельный суд Ростока (Oberlandesgericht Rostock) (Свободное государство Мекленбург-Шверин и Свободное государство Мекленбург-Стрелиц);
- Ганзейский Высший земельный суд (Hanseatisches Oberlandesgericht) (Вольный ганзейский города Гамбург, Вольный ганзейский города Бремен, Вольный ганзейский город Любек).

Суды первой инстанции — ландгерихты (Landgericht), низшее звено судебной системы — амтсгерихты (Amtsgericht). Амтсгерихты и ландгерихты, включали в себя суды шёффенов (которыми являлись ратманы магистрата города в котором заседает данный суд), ювенальные суды и ювенальные суды шёффенов, а ландгерихты также и палаты по торговым вопросам (Kammer für Handelssachen), состоявшие из обычного судьи и двух торговых судей (Handelsrichter). Высшая судебная инстанция административной юстиции — имперский административный суд (Reichsverwaltungsgericht), суды апелляционной инстанции административной юстиции — высшие административные суды (Oberverwaltungsgericht), суды первой инстанции административной инстанции — административные суды (Verwaltungsgericht), в Пруссии при каждой из окружных администраций, высший суд трудовой юстиции — Имперский трудовой суд (Reichsarbeitsgericht), являвшийся частью Имперского суда, функции судов апелляционной инстанции трудовой юстиции выполняли высшие земельные суды, суды первой инстанции трудовой юстиции — трудовые суды (Arbeitsgericht), высшая судебная инстанция налоговой юстиции — Имперский финансовый двор (Reichsfinanzhof), суды апелляционной инстанции налоговой юстиции — финансовые суды (Finanzgericht) при каждом из земельных финансовых управлений, суды первой инстанции налоговой юстиции — налоговые комитеты (Steuerausschuss) при каждом из финансовых управлений.
Органы прокурорского надзора — Обер-рейхспрокуратура (Oberreichsanwaltschaft), прокуратура Баварского верховного земельного суда, обер-прокуратуры (Oberstaatsanwaltschaft) и прокуратуры (Staatsanwaltschaft).

## Вооружённые силы и полиция
- Вооружённые силы — рейхсвер (Reichswehr), комплектовались по найму 
  - сухопутные войска — рейхсхеер (Reichsheer), состояла из семи пехотных и трёх кавалерийских дивизий, при общей численности около 100.000 человек, из тяжёлых артиллерийских орудий имел на вооружении дивизионные гаубицы «leFH 16»;
  - военно-морской флот — рейхсмарине (Reichsmarine), из особо крупных кораблей имел на вооружении четыре линкора;
- Общенациональная полицейская организация отсутствовала; существовали полицейские организации отдельных земель — Прусская полиция и др., а также муниципальная полиция (Gemeindepolizei);
- Общенациональный орган государственной безопасности отсутствовал, за исключением военной разведки — абвера; существовали органы государственной безопасности отдельных земель — Прусская политическая полиция (Preußische politische Polizei) и др.

## Экономика
51% всех рабочих приходились на горную, металлообрабатывающую, метало-добывающую и строительную промышленность.

### Финансы
Денежная единица — основанная на золотом (золото-слитковом) стандарте рейхсмарка (Reichsmark) (доллар стоил 4,2 рейхсмарки), была представлена:
- рейхсбанкнотами (Reichsbanknote) номиналом в 10, 20, 50, 100 и 1000 рейхсмарок, печатавшимися имперской типографией (Reichsdruckerei), эмитированными рейхсбанком (Reichsbank) и обеспеченными его активами (Немецкими золотыми резервами (Deutsche Goldreserven), состоявшими из золотых слитков). Рейхсбанк являлся акционерным обществом без контрольного пакета акций, управлялся правлением рейхсбанка (Reichsbankdirektorium), состоявшее из президента рейхсбанка (Reichsbankpräsident), вице-президента рейхсбанка (Reichsbankvizepräsident) и директоров рейхсбанка (Reichsbankdirektor), имел главные управления на местах:
  - Главное управление рейхсбанка в Кёнигсберге (Reichsbankhauptstelle Königsberg) (Восточная Пруссия);
  - Главное управление рейхсбанка в Бреслау (Reichsbankhauptstelle Breslau) (Силезия);
  - Главное управление рейхсбанка в Штеттине (Reichsbankhauptstelle Stettin) (Померания);
  - Главная касса рейхсбанка (Reichsbankhauptkasse);
  - Главное управление рейхсбанка в Магдебурге (Reichsbankhauptstelle Magdeburg) (Прусская Саксония и Анхальт);
  - Главное управление рейхсбанка в Гамбурге (Reichsbankhauptstelle Hamburg) (Шлезвиг-Гольштейн, Гамбург и Любек);
  - Главное управление рейхсбанка в Ганновере (Reichsbankhauptstelle Hannover) (Ганновер, Брауншвейг, Ольденбург и Шаумбург-Липпе);
  - Главное управление рейхсбанка в Дортмунде (Reichsbankhauptstelle Dortmund) (Вестфалия и Липпе);
  - Главное управление рейхсбанка в Кёльне (Reichsbankhauptstelle Köln) (Рейнская провинция);
  - Главное управление рейхсбанка во Франкфурте-на-Майне (Reichsbankhauptstelle Frankfurt am Main) (Гессен, Гессен-Нассау и Вальдек);
  - Главное управление рейхсбанка в Бремене (Reichsbankhauptstelle Bremen) (Бремен);
  - Главное управление рейхсбанка в Лейпциге (Reichsbankhauptstelle Leipzig) (Саксония);
  - Главное управление рейхсбанка в Маннхейме (Reichsbankhauptstelle Mannheim) (Баден);
  - Главное управление рейхсбанка в Штутгарте (Reichsbankhauptstelle Stuttgart) (Вюртемберг);
  - Главное управление рейхсбанка в Мюнхене (Reichsbankhauptstelle München) (Бавария).
- билетами рентного банка (Rentenbankschein) номиналом в 5, 10, 50, 100 и 1000 рентмарок (рентмарка была равна рейхсмарке) эмитированными Немецким рентным банком (Deutsche Rentenbank), обеспеченными государственной казной и печатавшимися имперской типографией;
- баварскими (Bayerische Banknote), саксонскими (Sächsische Banknote), вюртембергскими (Wuertembergische Banknote) и баденскими банкнотами (Badische Banknote) номиналом в 50 и 100 рейхсмарок, эмитированными:
  - Баварским эмиссионным банком (Bayerische Notenbank);
  - Саксонским эмиссионным банком (Sächsische Notenbank);
  - Вюртембергским эмиссионным банком (Württembergische Notenbank);
  - Баденским эмиссионным банком (Badische Bank).
- серебряными монетами в 1, 2, и 5 рейхсмарок, бронзовыми монетами номиналом 1 и 2 рейхспфеннига, монетами из алюминиевой бронзы номиналом в 5, 10 и 50 рейхспфеннигов (reichspfennig), чеканившимися вместе с золотыми слитками:
  - Прусским монетными двором (Preußische Staatsmünze) подчинённый министерству финансов Пруссии;
  - Монетным двором Гамбурга (Hamburgische Münze) подчинённый министерству финансов Гамбурга;
  - Государственным монетным двором Карлсруэ (Staatliche Münze Karlsruhe) подчинённый министерству финансов Бадена;
  - Государственным монетным двором Штутгарта (Staatliche Münze Stuttgart) подчинённый министерству финансов Вюртемберга;
  - Монетным двором Мюнхена (Bayerisches Hauptmünzamt) подчинённый министерству финансов Баварии.

Государственные сберегательные банки:
- Земельный банк провинции Восточная Пруссия (Landesbank der Provinz Ostpreußen) (Провинция Восточная Пруссия);
- Провинциальный банк Пограничной марки Позен-Западная Пруссия (Provinzialbank Grenzmark Posen-Westpruessen) (Провинция Позен — Западная Пруссия);
- Провинциальный банк Померании (Provinzialbank Pommern) (Провинция Померания);
- Провинциальный банк Нижней Силезии (Provinzialhilfskasse fuer Die Provinz Niederschlesien) (Провинция Нижняя Силезия);
- Провинциальный банк Верхней Силезии (Provinzialbank Oberschlesien) (Провинция Верхняя Силезия);
- Бранденбургский провинциальный банк (Brandenburgische Provinzialbank) (Провинция Бранденбург и Берлин);
- Саксонский провинциальный банк (Sachsische Provinzialbank) (Провинция Саксония);
- Земельный банк Провинции Шлезвиг-Гольштейн (Landesbank der Provinz Schleswig-Holstein) (Провинция Шлезвиг-Гольштейн);
- Ганноверское кредитное общество (Hannovershe Landeskreditanstalt) (Провинция Ганновер);
- Земельный банк Провинции Вестфалия (Landesbank der Provinz Westfalen) (Провинция Вестфалия);
- Земельный банк Рейнской провинции (Landesbank der Rheinprovinz) (Рейнская Провинция);
- Земельный банк Нассау (Nassauische Landesbank) (Провинция Гессен-Нассау);
- Баварский общинный банк (Bayerische Gemeindebank) (Бавария);
- Баденский коммунальный банк (Badische Kommunale Landesbank) (Баден);
- Земельный банк Штутгарта (Landesbank Stuttgart) (Вюртемберг);
- Государственное кредитное учреждение Ольденбурга (Staatliche Kreditanstalt Oldenburg) (Ольденбург);
- Брауншвейгский государственный банк (Braunschweigische Staatsbank) (Брауншвейг);
- Гессенский земельный банк Дармштадта (Hessischen Landesbank Darmstadt) (Гессен);
- Гамбургский земельный банк (Hamburgische Landesbank) (Гамбург);
- Ганзейский банк (Hansa-Bank) (Бремен);
- Саксонский государственный банк (Sächsischen Staatsbank) (Саксония);
- Тюрингский государственный банк (Thüringische Staatsbank) (Тюрингия);
- Берлинская сберегательная касса (Berliner Sparkasse) (Берлин);
- Анхальтский земельный банк (Anhaltische Landesbank) (Анхальт).

### Электроэнергетика
Крупнейший оператор электросетей — Общество немецкой электрического хозяйства (Aktiengesellschaft für deutsche Elektrizitätswirtschaft, AdE), включал в себя региональные дочерние компании:
- Bayernwerk (Бавария);
- Preußischen Elektrizitäts AG (Ганновер, Шлезвиг-Гольштейн, Гамбург, Бремен, Любек, Шаумбург-Липпе, Провинция Гессен, Гессен, Вестфалия, Рейнская провинция);
- EWAG (Тюрингия, Саксония, Провинция Саксония, Анхальт, Верхняя Силезия, Нижняя Силезия, Мекленбург-Шверин, Мекленбург-Стрелиц, Поммерания, Позен-Западная Пруссия, Восточная Пруссия);
- Westdeutsche Elektrizitätswirtschafts AG (Баден и Вюртемберг).

### Нефтегазовая промышленность
- Крупнейшая нефтегазовая компания — «Газолин»

### Машиностроение
В Германии в Веймарский период выпускались автомобили марки «Mercedes-Benz» (Штутгарт), «Opel» (Рюссельсхайм, Гессен), «Horch» (Цвиккау), а также начался выпуска автомобилей марки «BMW» (Мюнхен). В 1928 году был построен лайнер «Бремен» в следующем году выигравший Голубую ленту Атлантики.

### Государственный сектор экономики
Государственные компании принадлежали через Акционерное общество объединённых промышленных предприятий (Vereinigte Industrieunternehmungen AG):
- Объединённые алюминиевые заводы (Vereinigte Aluminium-Werke AG);
- Баварский аллюминиум (Bayerische Aluminium);
- Баварские азотные заводы (Bayerische Stickstoffwerke);
- Центрально-германские азотные заводы (Mitteldeutsche Stickstoffwerke);
- Deutsche Werke;
- Reichs-Kredit-Gesellschaft AG — государственный кредитный банк;
- Акционерные общества Innwerk AG, Elektrowerke AG, Alpen-Elektrowerke-AG, Ostpreußenwerk, Württembergische Landes-Elektrizitäts-AG, Bayerische Kraftwerke, Alzwerke — государственные электроэнергетические компании.

### Военно-промышленный комплекс
Государству принадлежали два крупнейших предприятия по производству военных кораблей — акционерное общество «Дойче Верке» (Deutsche Werke AG) (до 1925 года «Рейхсверфт» (Reichswerft — букв. «Имперская верфь»)) и «Рейхсмариневерфт» (Reichsmarinewerft — буквально «Верфь Рейхсмарине»)

### Транспорт и связь
Железнодорожные перевозки осуществляло государственное учреждение «Рейхсбан» (Reichsbahn), воздушные перевозки — акционерное общество «Люфтганза» (Lufthansa), внутригородские пассажирские перевозки — Берлинское транспортное акционерное общество (Berliner Verkehrs-Aktiengesellschaft), Кёнигсбергская фабрика и трамвай (Königsberger Werke und Straßenbahn GmbH) и др., почтовую, телеграфную и телефонную связь осуществляло государственное учреждение «Рейхспочта» (Reichspost).

## Внешняя политика
В веймарский период немецкие посольства существовали в Франции, Великобритании, Бельгии, Нидерландах, Австрии, Швейцарии, СССР,  Испании, Чехословакии, Югославии, Турции, Китае, Японии, Соединённых Штатах Америки, Австралии, немецкие представительства — в Дании, Швеции, Греции, Польше, Финляндии, Венгрии, Румынии, Болгарии, Албании, Люксембурге, Иране, Аргентине, Чили, Боливии, в 1926—1933 годах Германия являлась членом Лиги Наций и постоянным членом её совета. Политики из Германии в Веймарский период дважды становились лауреатами Нобелевской премии мира (Густав Штреземан в 1926 году и Людвиг Квидде в 1927 году).

### Взаимоотношения с СССР
16 апреля 1922 года Германия и РСФСР заключили в Рапалло договор, предусматривавший восстановление между странами дипломатических и экономических отношений и взаимный отказ от возмещения военных расходов и убытков.
- Торговля с СССР преимущественно посредством безналичных расчётов через Гарантийный и кредитный банк Востока (Garantie- und Kreditbank für den Osten)
- торговля нефтью с СССР велась через Немецко-Русскую нефтяную компанию (Deutsche-Russische Naphta Kompanie) (Дерунафт)[28]
- другая советско-немецкая компания DEROP (Deutsche Vertriebsgesellschaft für Russische Oel-Produkte) владела сетью автозаправочных станций
- авиакомпания Deruluft (Deutsch-Russische Luftverkehrs A.G. — «Русско-германское общество воздушных сообщений») — осуществляла авиаперевозки между Москвой и Берлином
- Деруметалл (Deutsch-Russische Metall-Gessellschaft) осуществляла на территории России сбор и утилизацию металлолома
- Derutra (Deutsch-Russische Transport-Aktiengesellschaft — «Немецко-русское транспортное акционерное общество») осуществляла грузовые перевозки
- DRUSAG (Deutsch russische Saatbau AG) — практиковала на территории России новые, экспериментальные методы возделывания земли.
- Русгерторг — Русско-германское торгово-промышленное общество.

## Религия
Верующие — католики (32,4 %) и протестанты (64,2 %). Лютеранские, унионистские и кальвинистские церкви, входившие в Союз германских евангелических церквей, католические епархии, Союз евангелическо-реформатских церквей Германии, Старокатолическая церковь Германии, старолютеранские церкви, меннонитские общины, Центральный союз немецких граждан иудейского вероисповедания являлись публично-правовыми корпорациями, остальные — объединениями. Ведение актов гражданского состояние было в ведении светских органов, однако большинство праздников (за исключением главного праздника — Дня конституции) были религиозного характера.

### Лютеранство
Крупнейшая лютеранская религиозная организация — Союз германских евангелических церквей (Deutscher Evangelischer Kirchenbund, СНЕЦ), в который входили:
- Евангелическая церковь Анхальта (Evangelische Landeskirche Anhalts) (Свободное государство Ангальт)
- Объединённая евангелическо-протестантская земельная церковь Бадена (Vereinigte evangelisch-protestantische Landeskirche Badens) (Республика Баден)
- Евангелическо-лютернанская церковь в Баварии справа от реки Рейн (Evangelisch-lutherische Kirche in Bayern rechts des Rheins) (Свободное государство Бавария)
- Евангелическо-лютеранская церковь Ольденбурга в земельной части Биркенфельд (Evangelische Landeskirche im oldenburgischen Landesteil Birkenfeld) (Земельная часть Биркенфельд, Свободное народное государство Ольденбург)
- Брауншвейгская евангелическо-лютеранская земельная церковь (Braunschweigische evangelisch-lutherische Landeskirche) (Свободное государство Брауншвейг)
- Бременская евангелическая церковь (Bremische Evangelische Kirche) (Вольный ганзейский город Бремен)
- Евангелическая земельная церковь Франкфурта-на-Майне (Evangelische Landeskirche Frankfurt am Main) (Городской район Франкфурт-на-Майне Округа Висбаден (Нассау) провинции Гессен-Нассау Свободного государства Пруссия))
- Евангелическо-лютеранская церковь Гамбургского Государства (Evangelisch-Lutherische Kirche im Hamburgischen Staate) (Вольный ганзейский город Гамбург)
- Евангелическо-лютеранская земельная церковь Ганновера (Evangelisch-Lutherische Landeskirche Hannovers) (Провинция Ганновер Свободного государства Пруссия)
- Евангелическая земельная церковь Гессена (Evangelische Landeskirche in Hessen) (Свободное народное государство Гессен)
- Евангелическая земельная церковь Гессен-Касселя (Evangelische Landeskirche in Hessen-Kassel) (Округ Гессен, Провинции Гессен-Нассау Свободного государства Пруссия)
- Земельная церковь Липпе (реформатская) (Lippische Landeskirche (reformiert)) (Свободное государство Липпе)
- Евангелическо-лютеранская церковь ольденбургской земельной части Любек (Evangelisch-Lutherische Landeskirche des oldenburgischen Landesteils Lübeck) (Земельная часть Любек Свободного государства Ольденбург)
- Евангелическо-лютеранская церковь Любекского Государства (Evangelisch-Lutherische Kirche im Lübeckischen Staate) (Вольный ганзейский город Любек)
- Евангелическо-лютеранская церковь Мекленбург-Шверина (Evangelisch-lutherische Kirche von Mecklenburg-Schwerin) (Свободное государство Мекленбург-Шверин)
- Евангелическо-лютеранская церковь Мекленбург-Стрелица (Evangelisch-lutherische Kirche von Mecklenburg-Strelitz) (Свободное государство Мекленбург-Штрелиц)
- Евангелическая земельная церковь Нассау (Evangelische Landeskirche in Nassau) (Округ Висбаден (Нассау) Провинции Гессен-Нассау Свободного государства Пруссия)
- Евангелическо-лютеранская церковь Ольденбурга (Evangelisch-Lutherische Kirche in Oldenburg) (Свободное государство Ольденбург)
- Объединённая протестантско-евангелическо-христианская церковь Пфальца (Vereinigte Protestantisch-Evangelisch-Christliche Kirche der Pfalz) (Округ Пфальц Свободного государства Бавария)
- Евангелическая церковь Старопрусского союза (Evangelische Kirche der altpreußischen Union) (Свободное государство Пруссия)
- Евангелическо-лютеранская церковь Рёйсса старшей линии (Evangelisch-lutherische Kirche in Reuß ältere Linie) (Район Грайц Свободного государства Тюрингия)
- Евангелическо-лютеранская земельная церковь Свободного государства Саксония (Evangelisch-lutherische Landeskirche des Freistaats Sachsen) (Свободное государство Саксония)
- Евангелическо-лютеранская земельная церковь Шаумбург-Липпе (Evangelisch-Lutherische Landeskirche Schaumburg-Lippe) (Свободное государство Шаумбург-Липпе)
- Евангелическо-лютеранская земельная церковь Шлезвиг-Гольштейн (Evangelisch-Lutherische Landeskirche Schleswig-Holstein) (Провинция Шлезвиг-Гольштейн Свободного государства Пруссия)
- Тюрингская евангелическая церковь (Thüringer evangelische Kirche) (Свободное государство Тюрингия)
- Евангелическая земельная церковь Вальдека (Evangelische Landeskirche in Waldeck) (Свободное государство Вальдек-Пирмонт)
- Евангелическая земельная церковь Вюртемберга (Evangelische Landeskirche in Württemberg) (Свободное народное государство Вюртемберг)

Высшие органы СНЕЦ — кирхенбундесрат (kirchenbundesrat) и кирхентаг (kirchentag), исполнительный орган — церковный комитет (kirhcenausschuss). Высшие органы поместных церквей — земельные синоды (landessynode), во главе поместных церквей стояли земельные епископы (Landesbischof) (Мекленбург, Брауншвейг, Тюрингия, Саксония, Ганновер, Нассау), земельные супернтенденты (Landessuperintendenten) (Шаумбург-Липпе, Липпе), президент высшего церковного совета (Präsident des Oberkirchenrats) (Пруссия, Ольденбург), генерал-суперинтендент (Generalsuperintendent) (Анхальт), президент земельного церковного правительства (Präsident der Landeskirchenregierung) (Гессен-Дармгтадт), сениор (Senioren) (Гамбург, Любек), председатель церковного комитета (Präsidenten des Kirchenausschusses) (Бремен).

### Кальвинизм
Крупнейшая кальвинистская религиозная организация — Союз евангелическо-реформатских церквей Германии (Bund Evangelisch-reformierter Kirchen Deutschlands)
- Евангелическо-реформатская церковь в Саксонии
- Евангелическо-реформатская церковь в Мекленбург-Шверине
- Евангелическо-реформатская церковь в Шаумбург-Липпе
- Евангелическо-реформатская церковь в Гамбурге
- Евангелическо-реформатская церковь в Любеке
- Евангелическо-реформатская церковь в Вюртемберге
- Евангелическо-реформатская церковь в Брауншвейге
- Евангелическо-реформатская церковь в Баварии (Evangelisch-reformierte Kirche in Bayern)

Кальвинисты в Пруссии (кроме Ганновера и Шлезвиг-Гольштейна), Бадене, Бремене, Гессене, Вальдеке, входили в общие с лютеранами религиозные организации, кальвинистские деноминации Ганновера и Липпе входили в Союз немецких евангелических церквей, в Тюрингии и Мекленбург-Стрелице кальвинистские религиозные организации отсутствовали.

### Прочие направления протестантизма
- Союз баптистских общин (Bund der Baptistengemeinden)
- Евангелическо-методистская церковь (Evangelisch-methodistische Kirche)
- Европейско-континентальная провинция Моравской церкви (Europäisch-Festländische Provinz der Brüderunität)

### Католичество
Католическая церковь была представлена следующими епархиями:
- объединёнными во Фрайзингскую конференцию католических епископов (Freisinger Bischofskonferenz)
  - Митрополия Бамберга (Kirchenprovinz Bamberg)
    - Архиепархия Бамберга (Erzbistum Bamberg) (Средняя Франкония)
    - Епархия Айхштета (Bistum Eichstätt) (Верхняя Франкония)
    - Епархия Вюрцбурга (Bistum Würzburg) (Нижняя Франкония)
    - Епархия Шпайера (Bistum Speyer) (Пфальц)

  - Митрополия Мюнхена и Фрайзинга (Kirchenprovinz München und Freising)
    - Архиепархия Мюнхена и Фрайзинга (Erzbistum München und Freising) (Верхняя Бавария)
    - Епархия Регенсбурга (Bistum Regensburg) (Верхний Пфальц)
    - Епархия Пассау (Bistum Passau) (Нижняя Бавария)
    - Епархия Аугсбурга (Bistum Augsburg) (Швабия)
- объединёнными в Фульдскую конференцию католических епископов (Fuldaer Bischofskonferenz):
  - Митрополия Фрайбург (Kirchenprovinz Freiburg) (Вюртемберг, Баден и Гессен)
    - Епархия Ротенбурга (Bistum Rottenburg) (Вюртемберг)
    - Архиепархия Фрайбурга (Erzbistum Freiburg) (Баден)
    - Епархия Майнца (Bistum Mainz) (Гессен)

  - Митрополия Кёльна (Kirchenprovinz Köln) (Пруссия)
    - Епархия Мюнстера (Bistum Münster) (Западная часть Вестфалии)
      - Мюнстерский епископский оффициалат (Bischöflich Münstersches Offizialat) (Ольденбург(

    - Епархия Трира (Bistum Trier) (Южная часть Рейнской провинции)
    - Архиепархия Кёльна (Erzbistum Köln) (Северная часть Рейнской провинции)
    - Епархия Аахена (Bistum Aachen)
    - Епархия Лимбурга (Bistum Limburg) (Административный округ Кассель, Провинция Гессен-Нассау)
    - Епархия Оснабрюка (Bistum Osnabrück) (Западный Ганновер, Шлезвиг-Гольштейн, Гамбург, Мекленбург)

  - Митрополия Падерборна (Kirchenprovinz Paderborn) (Пруссия, Брауншвейг, Анхальт)
    - Архиепархия Падерборна (Erzbistum Paderborn) (Восточная часть Вестфалии, Провинция Саксония, Анхальт)
    - Епархия Фульды (Bistum Fulda) (Административный округ Висбаден, Провинция Гессен-Нассау и Тюрингия)
    - Епархия Хильдесхайма (Bistum Hildesheim) (Восточный Ганновер, Брауншвейг)

  - Восточно-немецкая церковная провинция (Ostdeutsche Kirchenprovinz) (Пруссия)
    - Архиепархия Бреслау (Bistum Breslau) (Нижняя Силезия и Верхняя Силезия), в 1925 году из неё выделена Архиепархия Каттовиц
    - Епархия Берлина (Bistum Berlin) (Бранденбург, Померания)
    - Территориальная прелатура Шнайдемюля (Prälatur Schneidemühl) (Позен-Западная Пруссия)
    - Архиепархия Вармии (Bistum Ermland) (Восточная Пруссия), в 1925 году из неё выделена Архиепархия Данцига

  - Епархия Мейсена (Bistum Meißen) (Саксония)

Действовали две апостольских нунциатуры:
- Апостольский нунций в Баварии (Apostolische Nuntiatur in München)
- Апостольский нунций в Германии (Apostolische Nuntiatur in Berlin)

Существовала также Старокатолическая церковь Германии (Alt-Katholische Kirche in Deutschland) имевшая приходы в Кёнигсберге, Берлине, Кведлинбурге, Галле, Дрездене, Гамбурге, Бремене, Ганновере, Мюнстере, Дортмунде, Кёльне, Бонне, Аахене, Кобленце, Саарбрюккене, Мюнхене, Розенхайме, Пассау, Регенсбурге, Кобурге, Нюрнберге, Вюрцбурге, Ашафенбурге, Аугсбурге, Кауфбойрене, Ландау, Людвигсхафене, Штутгарте, Карлсруе, Маннхейме, Хайдельберге, Баден-Бадене и ряде городов Бадена и Баварии близко к границе со Швейцарией.

### Православие
- Берлинская епархия РПЦЗ — объединяла преимущественно православных русских с нансеновскими паспортами
- Приходы Временного экзархата Константинопольского патриархата в Западной Европе в Германии — с 1931 года объединяла преимущественно православных русских, перешедших в гражданства немецких земель
- Приходы РПЦ в Германии — до 1931 года объединяли преимущественно православных русских, перешедших в гражданства немецких земель, с 1931 года потеряла влияние.
- Приходы Фтиатирской митрополии Константинопольской православной церкви — объединяли преимущественно греков-православных

### Иудаизм
Крупнейшие иудаистские религиозные организации — Центральный союз немецких граждан иудейского вероисповедания (Central-Verein deutscher Staatsbürger jüdischen Glaubens):
- Прусский земельный союз еврейских общин (Preussischer Landesverband juedischer Gemeinden)
- Союз баварских еврейских общин (Verband Bayerischer Israelitischer Gemeinden)
- Верховный совет еврейских религиозных общин Вюртемберга (Oberrat der Israelitischen Religionsgemeinschaft Wuertembergs)
- Верховный совет евреев Бадена (Oberrat der Israeliten Badens)
- Союз саксонских еврейских общин (Saechsischer Israelitische Gemeindeverband)
- Тюрингский земельный союз еврейских общин (Thueringische Landesverband Israelitischer Gemeinden)
- Земельный союз еврейских общин Гессена (Landesverband der Israelitischen Gemeinden Hessens)
- Земельный союз анхальтских еврейских общин религиозных общин (Landesverband Anhaltischer Israelitischer Kultusgemeinden)
- Еврейская община Мекленбурга (Israelitische Landesgemeinde Mecklenburg)
- Союз еврейских общин Мекленбурга и Биркенфельда (Juedische Gemeinderat der Landesteile Oldenburg und Birkenfeld)
- Земельный союз липпских синагогальных общин Детмольда (Landesverband der Lippischen Synagogengemeinden Detmold)
- Правление немецко-еврейских общин Гамбурга (Vorstand der Deutsch-Israelitischen Gemeinde Hamburg)
- Правление еврейских общин Бремена (Vorstand der Israelitischen Gemeinde Bremen)
- Правление еврейских общин Любека (Vorstand der Israelitischen Gemeinde Luebeck)[30]

### Неоязычество
Религиозная организация германского неоязычества — Германская религиозная община (Germanische Glaubens-Gemeinschaft), возглавлявшаяся верховным хранителем (Hochwart), община делилась на гау или племена во главе с хранителями гау (Gauwart), гау — на местные общины во главе с хранителями святилищ (Weihwart).

## Средства массовой информации
- Крупнейшее информационное агентство — DPA (Телеграфного агентства Вольффа)
- Reichsanzeiger — государственная газета и бюллетень нормативно-правовых актов
- Reichsgesetzblatt — бюллетень нормативно-правовых актов
- Amtsblatt… — государственные газеты и бюллетени нормативно-правовых актов каждого из округов Пруссии
- Berliner Tageblatt, издавалась в Берлине
  - Königsberger Allgemeine Zeitung, Königsberger Tageblatt, Königsberger Volkszeitung, издавались в Кёнигсберге
  - Schlesische Zeitung, издавалась в Бреславле
  - Leipziger Volkszeitung, Sächsische Volkszeitung, издавались в Лейпциге
  - Schleswig-Holsteinische Volkszeitung, издавалась в Киле
  - Hannoversche Volkszeitung, Hannoverscher Anzeiger, Hannoverscher Kurier, Hannoversches Tageblatt, издавались в Ганновере
  - Münstersche Zeitung, издавались в Мюнстере
  - Kölner Stadt-Anzeiger, Kölnische Zeitung, издавались в Кёльне
  - Frankfurter Zeitung, издавались во Франкфурте-на-Одере
  - Münchner Zeitung, Münchner Neueste Nachrichten, Münchener Post, издавались в Мюнхене

Радиовещание велось по 9 региональным программам с отдельными центральными передачами, следующими акционерными общества и общества с ограниченной ответственностью принадлежавшие империи и землям, охваченным вещанием:
- Ostmarken-Rundfunk GmbH (Восточно-Германское радио)
- Schlesischer Rundfunk GmbH, с 1933 года — Schlesischer Rundfunk (Силезское радио)
- Funk-Stunde GmbH (Берлинское радио)
- Mitteldeutscher Rundfunk (Центрально-Германское радио)
- Nordischer Rundfunk, с 1931 года — Norddeutscher Rundfunk (Северо-Германское радио)
- Westdeutscher Rundfunk GmbH (Западно-Германское радио)
- Südwestdeutscher Rundfunkdienst, с 1931 года — Südwestdeutscher Rundfunk GmbH (Юго-Западно-Германское радио)
- Süddeutscher Rundfunk GmbH (Южно-Германское радио)
- Deutsche Stunde, с 1931 года — Bayerischer Rundfunk GmbH (Баварское радио)

Снабжение данных обществ столичными новостями и обмен радиопередачами осуществляло общество с ограниченной ответственностью Reichs-Rundfunk-Gesellschaft, участниками которого являлись рейхспочта и радиовещательные общества. Общество с ограниченной ответственностью Deutsche Welle, c 1933 года — Deutschlandsender GmbH, контролировавшееся Reichs-Rundfunk-Gesellschaft, передавало общегосударственную радиопрограмму и немецкоязычную радиопрограмму для заграницы Weltrundfunksender.

## Культура

### Образование и наука
Кайзеровская Германия уже была мировой научной державой. После появления в 1918—1919 годах новых государств (Польши, Венгрии и других) на территориях, ранее принадлежащих Германии и Австро-Венгрии, многие владевшие немецким языком польские, венгерские и другие учёные остались в Германии или переехали в Германию. Всё это привело к расцвету естественных наук и изобретательской деятельности в Веймарской республике. В 1918—1933 годах из 18 нобелевских премий по физике 6 (больше любой другой страны), а из 15 нобелевских премий по химии — 8 (больше любой другой страны) получили германские учёные (в более продолжительный боннский период германские учёные получили 7 нобелевских премий по физике и столько же по химии). В 1928 году Герман Кёль совершил первый трансатлантический перелёт из Европы в Америку, а через год на построенном в республике дирижабле «Граф Цеппелин» был совершён первый в истории воздухоплавания кругосветный перелёт.
В картель академий (объединение научных организаций) входили:
- Прусская академия наук (Preußische Akademie der Wissenschaften)
- Саксонская академия наук (Sächsische Akademie der Wissenschaften)
- Баварская академия наук (Bayerische Akademie der Wissenschaften)
- Гейдельбергская академия наук (Heidelberger Akademie der Wissenschaften) (Баден)

Высшие учебные заведения:
- (23 университета)
  - Кёнигсбергский университет имени Герцога Прусского Альберта (Albertus-Universität Königsberg) (Восточная Пруссия)
  - Грайфсвальдский университет (Universität Greifswald)  (Померания)
  - Бреслаусский университет имени Короля Фридриха-Вильгельма III (Нижняя Силезия)
  - Берлинский университет имени Короля Фридриха-Вильгельма III (Большой Берлин)
  - Галльский университет имени Короля Фридриха I  (Прусская Саксония)
  - Кильский университет имени Герцога Шлезвиг-Гольштейн-Готторпского Христиан-Альбрехта (Шлезвиг-Гольштейн)
  - Гёттингенский университет имени Курфюрста Ганноверского Георга-Августа (Ганновер)
  - Мюнстерский университет имени Короля Вильгельма II (Вестфалия)
  - Боннский университет имени Короля Фридриха-Вильгельма III (Рейнская провинция)
  - Кёльнский университет (Рейнская провинция)
  - Марбургский университет имени Ландграфа Гессенского Филиппа I (Гессен-Нассау)
  - Франкфуртский университет (Гессен-Нассау)
  - Лейпцигский университет (Саксония)
  - Мюнхенский университет имени Герцога Людвига IX (Бавария)
  - Вюрцбургский университет имени Епископа Вюрцбургского Юлиуса (Бавария)
  - Эрлангенский университет имени Маркграфа Бранденбург-Байретского Фридриха III (Бавария)
  - Тюбингенский университет имени Графа Вюртемберг-Урахского Эберхарда V (Вюртемберг)
  - Гейдельбергский университет имени Пфальцграфа Рейнского Рупрехта I (Баден)
  - Фрайбургский университет имени Эрцгерцогства Австрийского Альбрехта VI (Баден)
  - Гиссенский университет имени Ландграфа Гессен-Дармштадского Людвига V (Гессен)
  - Ростокский университет (Мекленбург-Шверин)
  - Йенский университет (Тюрингия)
  - Гамбургский университет (Гамбург)
- (11 высших технических училищ и политехнических школ)
  - Берлинское высшее техническое училище (Preußische Technische Hochschule Berlin) (Берлин);
  - Ганноверское высшее техническое училище (Technische Hochschule Hannover) (Ганновер);
  - Аахенское высшее техническое училище (Аахен);
  - Клаустальская горная академия (Ганновер);
  - Фрайбергская горная академия(Саксония);
  - Тюрингский техникум (Ильменау, Тюрингия);
  - Технический университет герцога Карла-Вильгельма (Брауншвейг);
  - Дармштадское высшее техническое училище (Гессен);
  - Мюнхенское высшее техническое училище (Бавария);
  - Карлсруйское высшее техническое училище (Баден).
  - Штутгартское высшее техническое училище (Вюртемберг).

Медицина
- Университетская клиника Кёнигсберга
- Университетская клиника Бреслау
- Университетская клиника Грайфсвальда (Universitätsklinikum Greifswald)
- Университетская клиника Берлина
- Университетская клиника Галле (Universitätsklinikum Halle)
- Университетская клиника Киля
- Университетская клиника Гёттингена (Universitätsklinikum Göttingen)
- Университетская клиника Мюнстера (Universitätsklinikum Münster)
- Университетская клиника Бонна (Universitätsklinikum Bonn)
- Университетская клиника Марбурга
- Университетская клиника Лейпцига (Universitätsklinikum Leipzig)
- Университетская клиника Мюнхена
- Университетская клиника Вюрцбурга (Universitätsklinikum Würzburg)
- Университетская клиника Эрлангена (Universitätsklinikum Erlangen)
- Университетская клиника Тюбингена (Universitätsklinikum Tübingen)
- Университетская клиника Хайдельберга (Universitätsklinikum Heidelberg)
- Университетская клиника Фрайбурга (Universitätsklinikum Freiburg)
- Университетская клиника Гиссена
- Университетская клиника Ростока
- Университетская клиника Йены (Universitätsklinikum Jena)

Крупнейшие ботанические сады
- Ботанический сад Кёнигсбергского университета
- Ботанический сад Бреславльского университета
- Ботанический сад Берлинского университета
- Ботанический сад и дендрарий Грайфсвальдского университета (Botanischer Garten und Arboretum der Universität Greifswald)
- Ботанический сад Ростокского университета (Botanischer Garten der Universität Rostock) (Шверин, Мекленбург-Шверин)
- Ботанический сад Галльского университета (Галле, Пруссия)
- Ботанический сад Кильского университета (Киль, Пруссия)
- Ботанический сад Гёттингенского университета (Гёттинген, Пруссия)
- Ботанический сад Йенского университета (Йена, Тюрингия)
- Ботанический сад Лейпцигского университета (Botanischer Garten der Universität Leipzig) (Лейпциг, Саксония)
- Ботанический сад Мюнстерского университета (Мюнстер, Пруссия)
- Ботанический сад Боннского университета (Бонн, Пруссия)
- Ботанический сад Марбургского университета (Марбург, Пруссия)
- Ботанический сад Гиссенского университета (Гиссен, Гессен)
- Ботанический сад Мюнхенского университета (Мюнхен, Бавария)
- Ботанический сад Вюрцбургского университета (Botanischer Garten der Universität Würzburg) (Вюцбург, Бавария)
- Ботанический сад Нюрнбергского университета (Эрланген, Бавария)
- Ботанический сад Фрайбургского университета (Фрайбург, Баден)
- Ботанический сад Тюбингенского университета (Тюбиненген, Вюртемберг)
- Ботанический сад Гейдельбергского университета (Гейдельберг, Баден)

Крупнейшие обсерватории
- Обсерватория Кёнигсбергского университета
- Обсерватория Бреславльского университета
- Обсерватория Берлинского университета
- Обсерватория Йенского университета
- Обсерватория Гейдельбергского университета
- Обсерватория Грайфсвальдского университета
- Обсерватория Гёттингенского университета
- Обсерватория Мюнхенского университета
- Обсерватория Гейдельбергского университета
- Обсерватория Тюбингенского университета
- Обсерватория Галльского университета

### Искусство
Веймарская республика оказалась одним из наиболее творческих и экспериментаторских периодов в культурном развитии Германии. Если начальный этап характеризовался духом позднего экспрессионизма в живописи и литературе, в лучшую веймарскую пятилетку преобладала «новая вещественность», сменившаяся во время мирового экономического кризиса социально-критичным реализмом. Баухаус, основанный Вальтером Гропиусом в Веймаре, стал одним из самых известных архитектурных стилей XX века.
Музеи:
- Государственные музеи Берлина (Staatliche Museen zu Berlin)
- Баварский национальный музей (Bayerisches Nationalmuseum)
- Дрезденская картинная галерея
- Вюртембергский земельный музей (Württembergisches Landesmuseum)
- Баденский земельный музей (Badisches Landesmuseum)
- Гессенский земельный музей (Hessisches Landesmuseum)
- Государственный музей Шверина (Staatliches Museum Schwerin)
- Музей им. герцога Антона Ульриха (Herzog Anton Ulrich-Museum) (Брауншвейг)
- Анхальтская картинная галерея (Anhaltische Gemäldegalerie Dessau) (основана в 1927 году)
- Липпский земельный музей (Lippisches Landesmuseum)

### Кинематограф
Кинематограф периода Веймарской республики достиг высокого художественного уровня такими лентами, как «Кабинет доктора Калигари», «Метрополис», «Куле Вампе, или Кому принадлежит мир?», взошла звезда звукового кино Марлен Дитрих. Крупнейшей киностудией являлась «Универсум Фильм». Одним из специфических жанров этого времени — горный фильм, демонстрировавший героизм покорения вершин. Основателем и наиболее ярким представителем жанра был режиссёр, оператор и монтажёр Арнольд Фанк. Его фильм Священная гора в 1932 году был удостоен Золотой медали на Венецианском кинофестивале. В Веймарский период была первый раз экранизирована «Песнь о Нибелунгах» и снят самый дорогой немой фильм «Метрополис».

### Музыка
Крупнейшие оркестры:
- Берлинская государственная капелла (Staatskapelle Berlin) (Берлин, Пруссия)
- Баварский государственный оркестр (Bayerisches Staatsorchester) (Мюнхен, Бавария)
- Саксонская государственная капелла (Sächsische Staatskapelle) (Дрезден, Саксония)
- Вюртембергский государственный оркестр (Württembergisches Staatsorchester) (Штутгарт, Вюртемберг)
- Баденская государственная капелла (Badische Staatskapelle) (Карлсруэ, Баден)
- Мекленбургская государственная капелла (Mecklenburgische Staatskapelle) (Шверин, Мекленбург-Шверин)
- Государственный оркестр Брауншвейга (Staatsorchester Braunschweig)

### Театр
Крупнейшие театры:
- Прусский государственный театр (Пруссия)
- Баварский национальный театр (Мюнхен, Бавария)
- Саксонский земельный театр (Sächsisches Landestheater) (Дрезден, Саксония)
- Вюртембергский земельный театр (Württembergische Landestheater) (Вюртемберг, Штутгарт)
- Баденский земельный театр (Карлсруе, Баден)
- Земельный театр Дармштадта (Landestheater Darmstadt) (Дармштадт, Гессен)
- Немецкий национальный театр в Веймаре (Веймар, Тюрингия)
- Ольденбургский земельный театр (Oldenburgisches Landestheater)
- Земельный театр Шверина
- Земельный театр Нойстрелица (Landestheater Neustrelitz)
- Земельный театр Брауншвейга
- Земельный театр Дессау (Landestheater Dessau)
- Земельный театр Детмольда (Landestheater Detmold)
- Кобургский земельный театр (Coburgisches Landestheater)
- Земельный театр Альтенбурга (Landesthater Altenburg)
- Земельный театр Мейнингена
- Тюрингский земельный суд Рудольштадта (Thüringer Landestheater Rudolstadt)

### Спорт
Общенациональное футбольное объединение «Немецкий футбольный союз» (Deutscher Fußball-Bund, DFB) состоял региональных футбольных союзов (verband):
- Балтийский футбольный союз (Baltischer Fußball-Verband) — объединял футбольные клубы Восточной Пруссии, Померании, Мекленбург-Шверина и Мекленбург-Стрелица;
- Центрально-Германский футбольный союз (Verband Mitteldeutscher Ballspiel-Vereine) — объединял футбольные клубы Саксонии, Тюрингии, Провинции Саксония и Анхальта;
- Северо-Германский футбольный союз (Norddeutscher Fußball-Verband) — объединял футбольные клубы Ольденбурга, Брауншвейга Шаумбург-Липпе, Шлезвиг-Гольштейна и Ганновера;
- Юго-Восточно-Германский футбольный союз (Südostdeutscher Fußball-Verband) — объединял футбольные клубы Нижней Силезии и Верхней Силезии;
- Западно-Германский футбольный союз (Westdeutscher Fußball-Verband) — объединял футбольные клубы Вестфалии, Рейнской Провинции и Липпе;
- Южно-Германский футбольный союз (Süddeutscher Fußball-Verband) — объединял футбольные клубы Баварии, Вюртемберга, Бадена, Гессена и Гессен-Нассау;
- Союз берлинских футбольных клубов (Verband Berliner Ballspielvereine) — объединял футбольные клубы Берлина;
- Бранденбургский футбольный союз (Märkischer Fußball-Bund) — объединял футбольные клубы Бранденбурга.

Региональные футбольные союзы состояли из «округов» (bezirk), примерно соответствовавшие землям и провинциям, округа из «районов» (kreis). В рамках каждого из региональных союзов существовала профессиональная фербандслига (Verbandsliga), в рамках каждого «округа» — любительская бециркслига (bezirksliga), в рамках «района» — любительская крейслига (kreisliga). Между региональными союзами разыгрывался кубок союза, существовала сборная Германии по футболу во главе с имперским тренером. Многократным чемпионом Германии по футболу в Веймарский период был футбольный клуб «Нюрнберг». Немецкий футбольный союз и другие влиятельные спортивные организации были объединены в Немецкий имперский комитет физической культуры (Deutscher Reichsausschuß für Leibesübungen).
С 1925 года существовал Немецкий олимпийский комитет (Deutscher Olympischer Ausschuß). На Летних Олимпийских играх 1928 года в Амстердаме олимпийская сборная Германии заняла второе место как по общему количеству медалей, так по количеству золотых и бронзовых медалей, уступив лишь олимпийской сборной США.

### Государственная символика
- Герб — рейхсадлер (Reichsadler)
- Флаг — чёрно-красно-золотой
- Гимн — Песнь немцев (Das Lied der Deutschen)